# 台湾鉄路管理局
台湾鉄路管理局（たいわんてつろかんりきょく、繁体字中国語: 臺灣鐵路管理局/台灣鐵路管理局、略称台鉄 (繁体字中国語: 臺鐵/台鐵)）は、台湾を統治する中華民国の国有鉄道のうち、交通部が運営するものを管理していた組織である。その路線網は日本語で「台湾鉄道」と呼ばれることもある。
2024年1月1日に「台湾鉄路」（台湾鉄道）を運営する公営企業「台湾鉄路公司」が発足した。

## 概説
第二次世界大戦における日本の降伏を受け、中華民国政府が接収した台湾島内の鉄道路線を運営する目的で設立された台湾鉄路管理委員会を直接の前身とする鉄道事業体で、1948年3月1日に発足した。設立当初は地方政府である台湾省政府の管轄下であったが、国共内戦に敗れて中国大陸から撤退した中華民国政府の台湾への移転により、その領土はほぼ台湾省に局限されることになった。台湾省の機能が凍結された1999年に中央政府の管轄下となって現在に至る。台北駅ビルに本部を構え、2018年11月時点の局長は張政源。
日本統治時代に建設された台湾の鉄道のうち多くの路線を引き継いで運営している他に、東部を中心に存在した鉄道空白地帯を結ぶ東部幹線・南廻線および一部の支線を建設、あわせて1,100キロメートルを超える路線を運営している。また、管理局発足後も恒常的に設備の近代化が行われており、現在では主要幹線の殆どが電化・複線化されている。年間利用者はおよそ1億7千万人。
長らく西部幹線の長距離輸送を経営の柱としてきたが、台湾高速鉄道の開業後は高速鉄道を補完する短中距離輸送の利便性を高めるため、高頻度・等間隔の都市型ダイヤへの移行を進めている（台鉄捷運化）。また、高速バスとの競合が激化している東部幹線の長距離輸送の改善にも力を入れており、台東線の電化・重軌条化や日本製振り子電車の投入を進めている。
公社化を経た後に民営化する計画もある。なお台湾の国営鉄道には台鉄のほかに、林業用に由来し日本の農林水産省林野庁に相当する農業部林業及自然保育署が運営する阿里山森林鉄路がある。

## 歴史
- 1945年（昭和20年）：日本の台湾統治終了により、台湾島内の国営鉄道事業を台湾総督府交通局鉄道部から中華民国台湾省行政長官公署下の台湾鉄路管理委員会に移管。
- 1947年（民国36年）：行政長官公署の廃止に伴い台湾省政府管轄下に移管。
- 1948年（民国37年）：台湾鉄路管理委員会を改組、台湾鉄路管理局が発足。
- 1949年（民国38年）：台北鉄路公司（旧台北鉄道株式会社）新店線を買収。
- 1951年（民国40年）：内湾線が全線開業。
- 1958年（民国47年）：東勢線が全線開業。
- 1960年（民国49年）：台湾初のディーゼル機関車であるR0型およびR20型を導入。台南－彰化間で列車集中制御装置（CTC）導入。
- 1961年（民国50年）：台湾初の冷房搭載客車である観光号（中国語版）の運行を開始。
- 1965年（民国54年）：中和線全線開業。新店線廃止。
- 1966年（民国55年）：DR2700型気動車を導入。台北 - 高雄間で同型を使用した光華号の運行を開始。
- 1970年（民国59年）：莒光号の運行を開始。R100型ディーゼル機関車を導入。民雄－彰化間を複線化。
- 1973年（民国62年）：R150型ディーゼル機関車を導入。
- 1978年（民国67年）：縦貫線基隆－彰化間電化。台湾初の電車であるEMU100型電車を導入。同型を使用した自強号の運行を開始。観光号廃止。
- 1979年（民国68年）：縦貫線の全線電化が完成。北廻線花蓮－和平間開業。
- 1980年（民国69年）：北廻線全線開業。
- 1982年（民国71年）：762ミリメートル軌間であった台東線の改軌工事完成（1067mm軌間化）。DR2800型気動車を導入。
- 1984年（民国73年）：宜蘭線全線を複線化。
- 1986年（民国75年）：DR2900型気動車を導入。
- 1988年（民国77年）：淡水線廃止。EMU300型電車を導入。
- 1989年（民国78年）：台北市中心部の鉄道地下化工事完成。
- 1990年（民国79年）：台湾初の通勤形電車であるEMU400型電車とDR3000型気動車をそれぞれ導入。
- 1991年（民国80年）：南廻線全線開業。東勢線廃止。
- 1995年（民国84年）：EMU500型電車を導入。
- 1996年（民国85年）：E1000型プッシュプル式電車を導入。
- 1997年（民国86年）：DR3100型気動車を導入。
- 1998年（民国87年）：DR1000型気動車（2代目）を導入。
- 1999年（民国88年）：台湾省の機能凍結に伴い、中央政府（交通部）の管轄下に。
- 2001年（民国90年）：EMU600型電車を導入。
- 2003年（民国92年）：北廻線電化複線化。
- 2007年（民国96年）：台湾初の振り子式電車であるTEMU1000型電車と台湾初の内製電車であるEMU700型電車をそれぞれ導入。
- 2013年（民国102年）：台湾初の空気ばね式車体傾斜電車であるTEMU2000型電車が運行開始。
- 2014年（民国103年）
  - 1月：新型通勤型電車EMU800型電車が運行開始。
  - 6月：台東線が全線電化。
- 2020年（民国109年）12月23日：南廻線の全線電化開業により種別として普快車が廃止。
- 2021年（民国110年）
  - 4月2日：現地時間午前9時28分頃に台湾花蓮県秀林郷の清水トンネルで、特急列車 太魯閣号（タロコ号）が工場用車両と衝突し脱線する事故が発生した。乗員乗客50名が死亡、218名が負傷した。過去50年間で最悪の事故となった（北廻線太魯閣号脱線事故）。
  - 4月4日：新型通勤電車EMU900型電車が運行開始された。
- 2024年（民国113年）1月1日：公営企業に移行した[1]（台湾鉄路公司）。

## 組織
- 局長
  - 副局長（3名）
    - 主任秘書（1名）
    - 總工程司（1名）

### 内部部署
業務
- 企画処
- 運務処
  - 運務段（日本の運転区に相当）：台北運務段（中国語版）、台中運務段、高雄運務段、宜蘭運務段、花蓮運務段
- 工務処
- 機務処
  - 機廠（日本の車両工場に相当）：台北機廠、富岡機廠（富岡車両基地に所在）、高雄機廠、潮州機廠（潮州車両基地に所在）、花蓮機廠（中国語版）[注 2]
  - 機務段（日本の機関区車両区に相当）：七堵機務段（中国語版）、台北機務段（中国語版）、新竹機務段（富岡車両基地に所在）、彰化機務段（中国語版）、嘉義機務段（中国語版）、高雄機務段（中国語版）（潮州車両基地に所在）、花蓮機務段（中国語版）、台東機務段（中国語版）[注 3]
  - 検車段：
- 電務処
- 材料処
- 行政処
- 主計室
- 人事室
- 政風室
- 秘書室
- 労工安全衛生室
- 員工訓練中心

部会
- 法規小組
- 行保会
- 防護団
- 専案工程処

### 所属機構
- 貨運服務総所
- 餐旅服務総所

### 歴代局長
| 代   | 姓名   | 就任時期       | 退任時期       |
| ---- | ------ | -------------- | -------------- |
| 1    | 郎鍾騋 | 1948年3月6日   | 1949年3月4日   |
| 2    | 莫衡   | 1949年3月5日   | 1961年2月8日   |
| 3    | 陳舜耕 | 1961年2月9日   | 1963年2月8日   |
| 4    | 徐人壽 | 1963年2月9日   | 1966年5月2日   |
| 5    | 林則彬 | 1966年5月3日   | 1968年10月24日 |
| 6    | 陳樹曦 | 1968年10月25日 | 1972年6月8日   |
| 7    | 陳德年 | 1972年6月9日   | 1976年6月15日  |
| 8    | 范銳   | 1976年6月16日  | 1980年3月15日  |
| 9    | 董萍   | 1980年3月16日  | 1983年6月15日  |
| 10   | 卜元禮 | 1983年6月16日  | 1987年8月31日  |
| 11   | 張壽岑 | 1987年9月1日   | 1991年7月15日  |
| 12   | 陳世芳 | 1991年7月16日  | 1995年7月31日  |
| 13   | 陳徳沛 | 1995年8月1日   | 2000年10月31日 |
| 14   | 黃德治 | 2000年11月1日  | 2003年12月4日  |
| 15   | 徐達文 | 2003年12月5日  | 2006年3月30日  |
| 16   | 何煖軒 | 2006年3月31日  | 2006年11月13日 |
| 17   | 陳峰男 | 2006年11月14日 | 2007年6月26日  |
| 18   | 范植谷 | 2007年6月27日  | 2014年4月7日   |
| 19   | 周永暉 | 2014年4月8日   | 2016年10月4日  |
| 20   | 鹿潔身 | 2016年10月5日  | 2018年11月8日  |
| 21   | 張政源 | 2018年11月9日  | 2021年1月15日  |
| 代理 | 祁文中 | 2021年1月16日  | 2021年4月20日  |
| 22   | 杜微   | 2021年4月21日  | 現職           |

### 企業化構想
公企業化、あるいは民営化構想は2000年代初頭から度々提唱されてきた。2003年には大規模ストライキも計画された。2018年の普悠瑪号事故や2021年の太魯閣号事故を契機に組織改革について世論の支持も高くなり、事故の遺族からも安全改革が求められてきた。
2022年3月3日に行政院は「国営台湾鉄路股份有限公司設置条例」を閣議決定し、立法院に提出した。労組側は反発し、労働節（メーデー）となる5月1日には従業員の欠勤ストを行い大部分の列車が運休した（zh）。その後も国定休日に出勤しないストを企図していたが、撤回された。
行政院が提出した「台鉄公司化設置条例」（鉄路法改正案）は5月27日に立法院の三読審議を通過した。交通部傘下で公企業化された桃園国際機場公司や台湾港務公司、経済部傘下で公企業化された国営企業中華電信や台湾電力と同様に、2024年に新会社が発足した。

## 運行形態
2006年11月に一新され、2022年4月時点で運用されている列車種別は次の通りである。
1. 自強号（繁体字：自強號）：日本の特急に相当する[20]。
2. 莒光号（繁体字：莒光號）：急行に相当する[21]。
3. 区間快車：快速に相当する。／区間車：普通列車に相当する。
4. 観光列車：募集や車内サービスは旅行代理店によってなされるクルージング列車。日本のジョイフルトレインに近い。台湾を一周する「環島之星」のほか、鳴日号[22]、かつての普快車車両を用いた藍皮解憂号（中国語版）などがある[23]。

長らく台北市と高雄市を結ぶ長距離輸送に主軸が置かれてきたが、現在は台湾高速鉄道にその座を譲り、台北と高雄の2大都市圏と地方都市との連絡を中心とした運行ダイヤが組まれている。すなわち、台湾各地の地方都市と2大都市圏を長距離輸送の基幹である自強号・莒光号の優等列車で結びつつ、区間車・区間快車でそれらの優等列車を補完するというダイヤである。また、前述の2大都市圏とその周辺では都市近郊鉄道として都市圏輸送も担っており、従来の汽車型ダイヤから高頻度運転の都市型ダイヤへの移行（台鉄捷運化）が進められている。
なお、廃止された列車種別は次の通りである。
1. 観光号（中国語版）：1961年～1978年に運行されていた優等列車。
2. 対号特快（中国語版）：1949年～1988年に運行されていた優等列車。
3. 光華号：1966年～1979年に運行運行されていた優等列車。
4. 台東線光華号：1968年～1982年に台東線で運行されていた優等列車。
5. 莒興号（中国語版）：1980年に運行開始した優等列車。1981年までに莒光号か復興号のいずれかに変更され消滅。
6. 通勤電（電聯）車：1990年に運行開始、2006年に区間快車／区間車へ改称。冷房付き列車だった。
7. 冷気柴客：1998年に運行開始、2006年に区間快車／区間車へ改称。冷房付き列車だった。
8. 平快車（中国語版）：2006年に普快車へ統合された。
9. 普通車：2006年に普通列車に相当する種別である普快車へ統合された。
10. 普快車：2020年12月23日をもって廃止された。
11. 復興号（繁体字：復興號）：準急として1981年に運行開始。2022年3月29日で種別としての運行を終了した[24]。

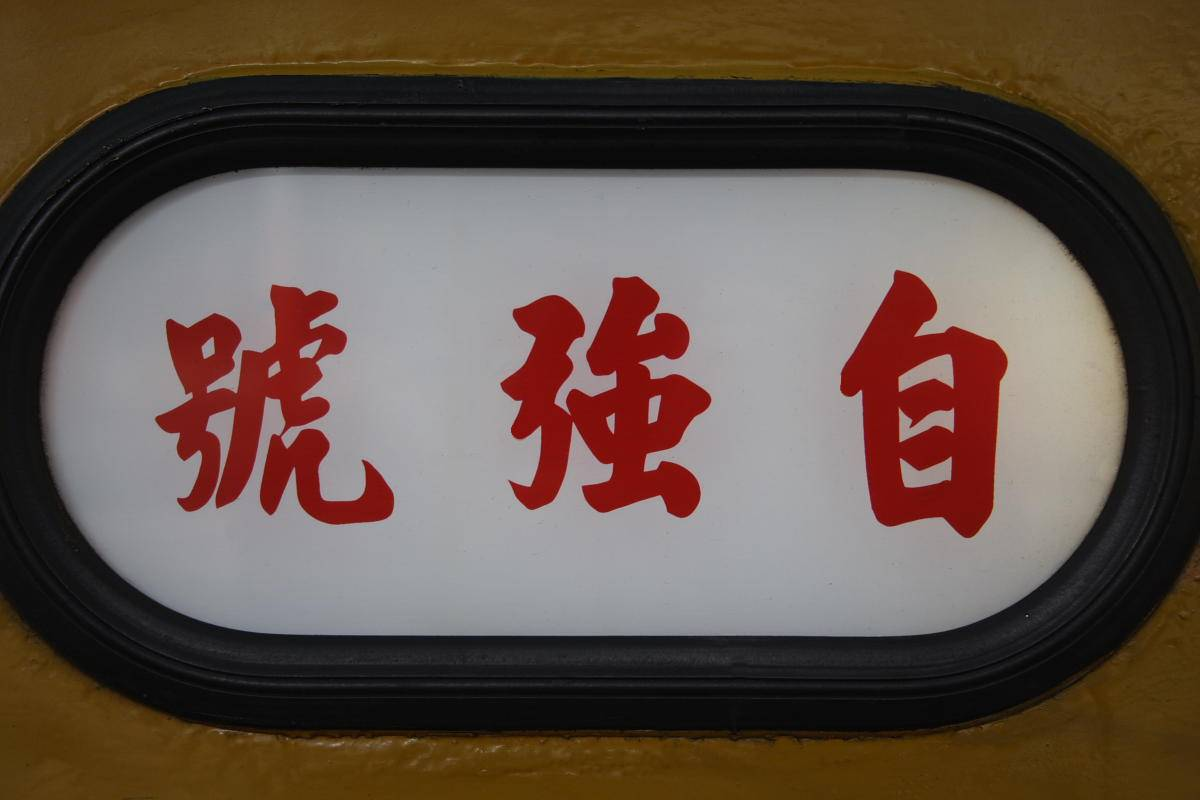
EMU型自強号のネームプレート
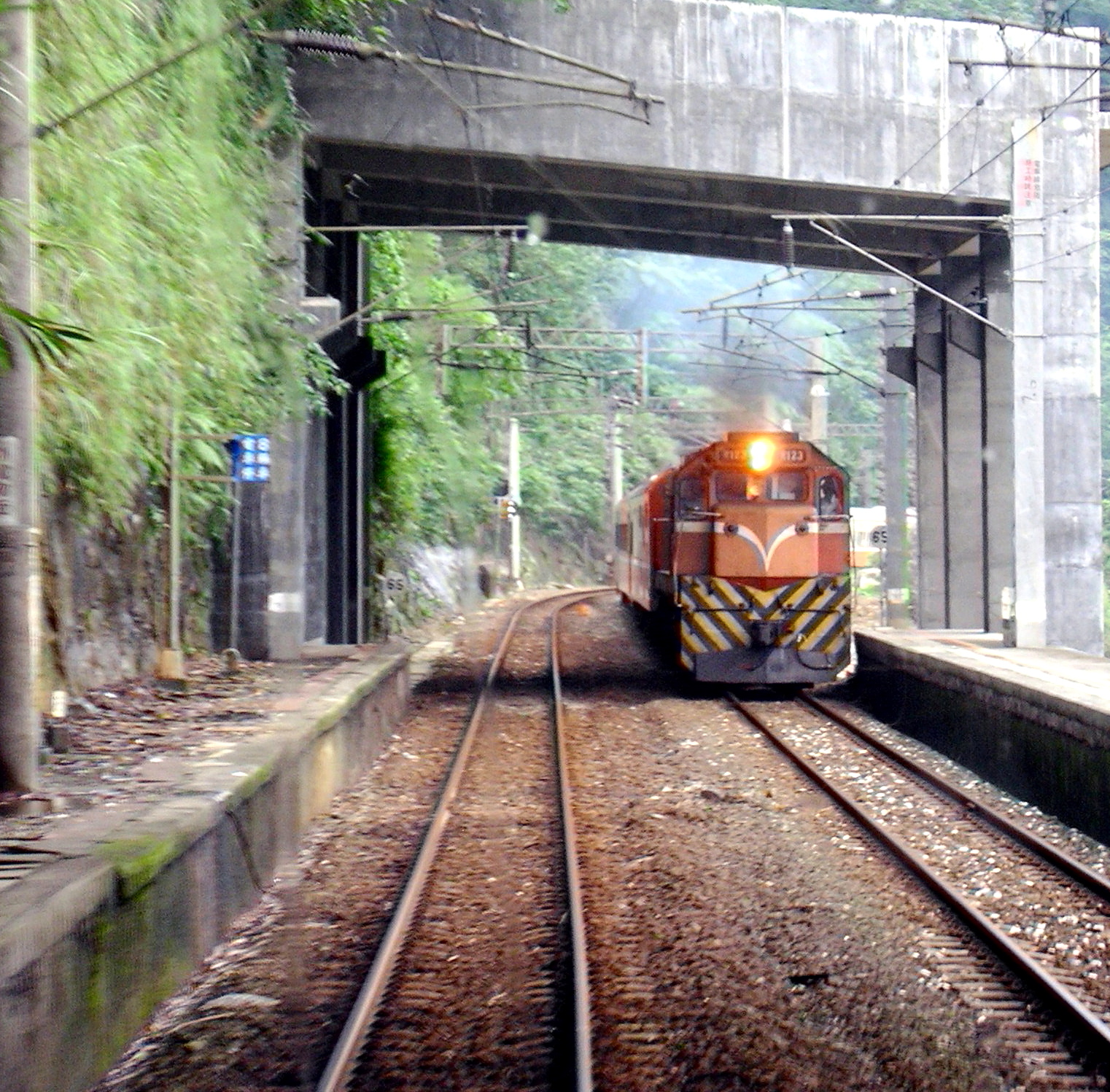
三貂嶺駅を通過する莒光号
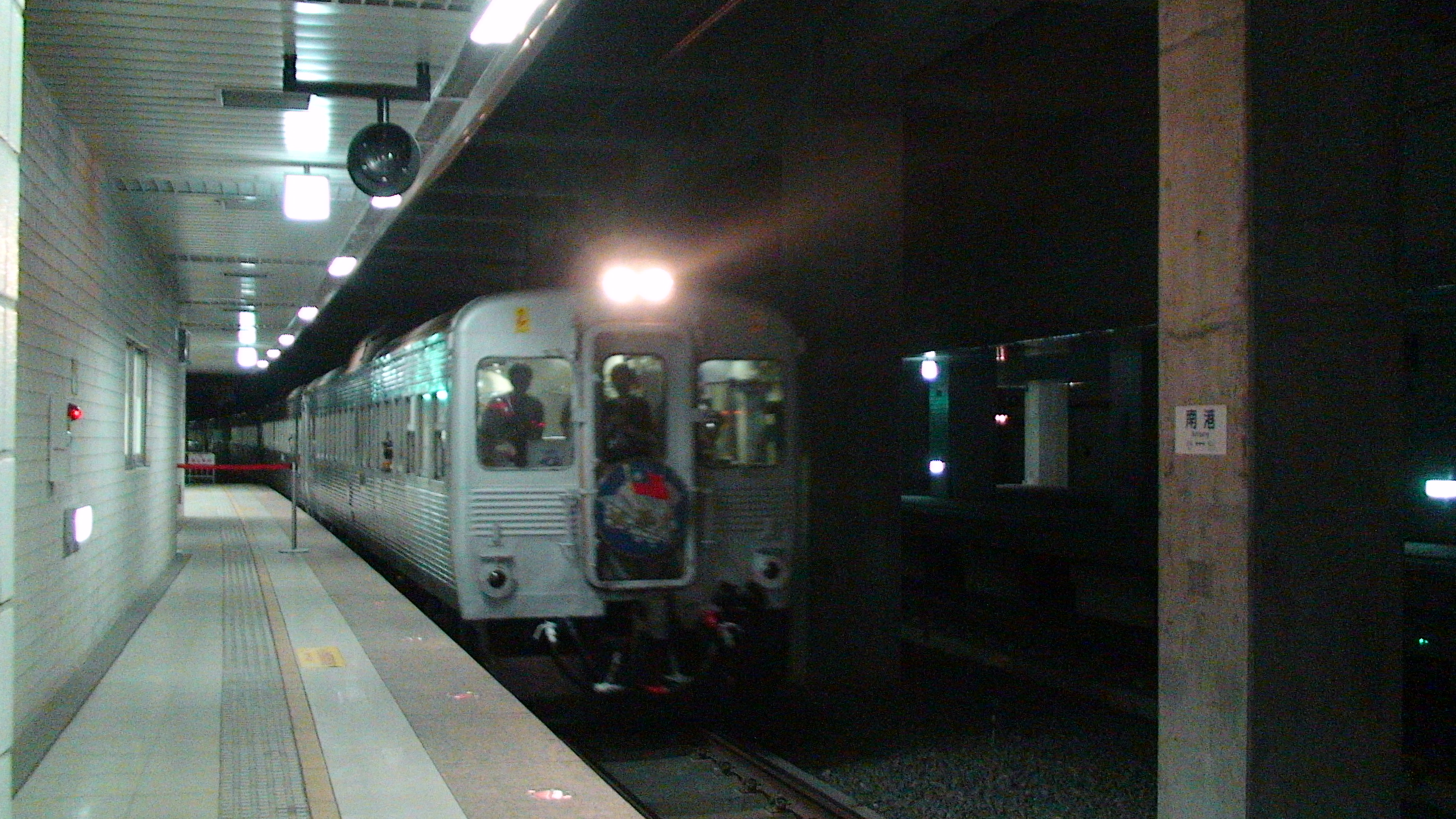
南港駅に入る復活運転の光華号
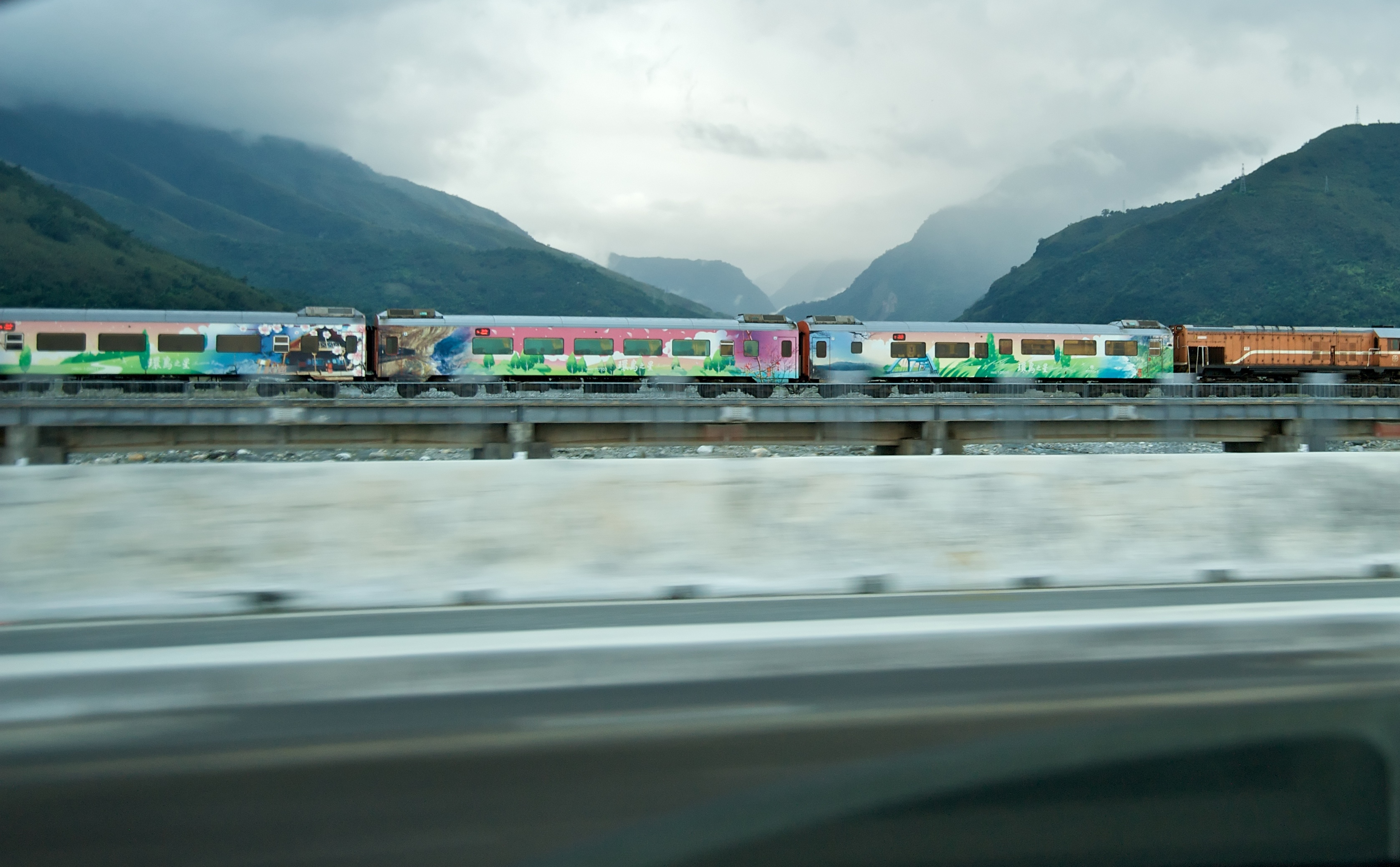
台東線を走る「環島之星」

## 路線一覧

台鉄の営業路線図（2016年12月時点）

### 運行路線
| 分類     | 分類     | 路線             | 路線             | 区間                                                | キロ程（km） | キロ程（km） | 軌間              |
| -------- | -------- | ---------------- | ---------------- | --------------------------------------------------- | ------------ | ------------ | ----------------- |
| 幹 線    | 西部幹線 | 縦貫線           | 北段             | 基隆 - 竹南                                         | 125.4        | 404.5        | 1,067 mm （狭軌） |
| 幹 線    | 西部幹線 | 縦貫線           | 海岸線（海線）   | 竹南 - 彰化                                         | 90.2         | 404.5        | 1,067 mm （狭軌） |
| 幹 線    | 西部幹線 | 縦貫線           | 南段             | 彰化 - 高雄                                         | 188.9        | 404.5        | 1,067 mm （狭軌） |
| 幹 線    | 西部幹線 | 台中線（山線）   | 台中線（山線）   | 竹南 - 彰化                                         | 85.5         | 87.7         | 1,067 mm （狭軌） |
| 幹 線    | 西部幹線 | 成追線           | 成追線           | 成功 - 追分                                         | 2.2          | 87.7         | 1,067 mm （狭軌） |
| 幹 線    | 西部幹線 | 屏東線           | 屏東線           | 高雄 - 枋寮                                         | 61.3         | 61.3         | 1,067 mm （狭軌） |
| 幹 線    | 東部幹線 | 宜蘭線           | 宜蘭線           | 八堵 - 蘇澳                                         | 93.6         | 93.6         | 1,067 mm （狭軌） |
| 幹 線    | 東部幹線 | 北迴線           | 北迴線           | 蘇澳新 - 花蓮                                       | 79.2         | 79.2         | 1,067 mm （狭軌） |
| 幹 線    | 東部幹線 | 台東線           | 台東線           | 花蓮 - 台東                                         | 150.9        | 150.9        | 1,067 mm （狭軌） |
| 幹 線    | 南迴線   | 南迴線           | 南迴線           | 枋寮 - 台東                                         | 98.2         | 98.2         | 1,067 mm （狭軌） |
| 客運支線 | 客運支線 | 平渓線           | 平渓線           | 三貂嶺 - 菁桐                                       | 12.9         | 12.9         | 1,067 mm （狭軌） |
| 客運支線 | 客運支線 | 深澳線           | 深澳線           | 瑞芳 - 八斗子                                       | 4.7          | 4.7          | 1,067 mm （狭軌） |
| 客運支線 | 客運支線 | 内湾線           | 内湾線           | 新竹 - 内湾                                         | 27.9         | 27.9         | 1,067 mm （狭軌） |
| 客運支線 | 客運支線 | 六家線           | 六家線           | 竹中 - 六家                                         | 3.1          | 3.1          | 1,067 mm （狭軌） |
| 客運支線 | 客運支線 | 集集線           | 集集線           | 二水 - 車埕                                         | 29.7         | 29.7         | 1,067 mm （狭軌） |
| 客運支線 | 客運支線 | 沙崙線           | 沙崙線           | 中洲 - 沙崙                                         | 5.3          | 5.3          | 1,067 mm （狭軌） |
| 客運支線 | 客運支線 | 旧山線           | 旧山線           | 三義 - 后里                                         | 15.9         | 15.9         | 1,067 mm （狭軌） |
| 貨運支線 | 貨運支線 | 台中港線         | 台中港線         | 台中港 - 台中港貨物弁公室                           | 7.8          | 7.8          | 1,067 mm （狭軌） |
| 貨運支線 | 貨運支線 | 花蓮港線         | 花蓮港線         | 北埔－花蓮港                                        | 7.4          | 7.4          | 1,067 mm （狭軌） |
| 貨運支線 | 貨運支線 | 中興一號特種支線 | 中興一號特種支線 | 鶯歌 - 中華民國國防部聯合勤務總司令部汽車基地勤務廠 | 2.9          | 2.9          | 1,067 mm （狭軌） |
| 貨運支線 | 貨運支線 | 中興二號特種支線 | 中興二號特種支線 | 龍泉 - 國防部陸軍兵工整備發展中心                   | 0.4          | 0.4          | 1,067 mm （狭軌） |
| 運営協力 | 運営協力 | 阿里山森林鉄路   | 阿里山線         | 嘉義 - 沼平                                         | 72.7         | 72.7         | 762 mm （狭軌）   |
| 運営協力 | 運営協力 | 阿里山森林鉄路   | 祝山線           | 阿里山 - 祝山                                       | 7.55         | 7.55         | 762 mm （狭軌）   |
| 運営協力 | 運営協力 | 阿里山森林鉄路   | 神木線           | 阿里山 - 神木                                       | 1.7          | 1.7          | 762 mm （狭軌）   |
| 運営協力 | 運営協力 | 阿里山森林鉄路   | 沼平線           | 阿里山 - 沼平                                       | 1.3          | 1.3          | 762 mm （狭軌）   |

### 計画線
- 北宜直線鉄道 （南港 - 礁渓）
- 甲后線 （大甲 - 后里）大台中山手線
- 田中線 （田中 - 新田中）台湾高速鉄道に接続
- 虎尾線 （斗南 - 虎尾）台湾高速鉄道に接続
- 東港線 （鎮安 - 東港）廃線復活計画
- 恒春線 （内獅 - 恒春）
- 海生館線 （車城 - 海生館）恒春線の支線

### 計画中断
- 中横鉄道 （台中 - 花蓮）

### 廃止線
- 淡水線（大稲埕/北門 - 台北 - 淡水） - 現・台北捷運淡水線
- 新北投線（北投 - 新北投） - 現・台北捷運新北投支線
- 松山飛機場線（松山 - 飛機場）
- 新店線（万華 - 新店郡役所前）
- 中和線（板橋 - 中和）
- 林口線（桃園 - 林口）
- 旧山線（三義 - 后里）
- 東勢線（豊原 - 東勢）
- 神岡線（潭子 - 清泉岡）
- 中油嘉義溶剤廠支線（北回帰線 - 嘉義中油煉製研究所）
- 高雄臨港線（高雄港 - 前鎮 - 高雄）
- 東港線（鎮安 - 東港）
- 蘇澳臨港線（蘇澳 - 蘇澳港）
- 花蓮臨港線（花蓮 - 花蓮港）
- 台東海岸線（台東 - 台東海岸）

## 使用車両
詳細は台湾鉄路管理局の車両形式を参照。
| | |
| - 自強号 - EMU3000型 - TEMU2000型 普悠瑪号 - TEMU1000型 太魯閣号 - E1000型 - EMU1200型（EMU200の改造車） - EMU300型（全車廃車） - EMU100型（部分廃車） - ユニット式気動車（DMU、ディーゼル気動車） - DR3100型 - DR3000型（部分廃車） - DR2900型 - DR2800型 - 莒光号 - 旧型車両（自動扉なし） - FP1000（FPK10600に改造中） - FP1100（FPK10600に改造中） - FP10000 - FP10100（FPK10600に改造中） - FPK1000（FPK10600に改造中） - FPK10000 - FPK10100（FPK10600に改造中） - FPK10200 - FPK11000 - FPK11100（FPK10600に改造中） - FPK11200 - FPK11300（車椅子スペースあり） - SP32600 - SP32720 - SP32750 - SP32800 - SP32850 - SP32950 - 新型車両（自動扉あり） - FPK10400 - FPK10500 - FPK10600 - FPK11400（車椅子スペースあり） - FPK11500（車椅子スペースあり） - FPK11600（車椅子スペースあり） - 食堂車 - DC10500（莒光号の食堂車客室合造車は食堂車サロンカー合造車に転用） - 商務車 - BCK10500 - BCK10600 - BCK10700 - サロンカー - PC10500 | - 復興号 - 客車 - SP20000 - SPK20000 - SPK20200（FPK10500に改造されて形式消滅） - SPK21000 - SPK21200（FPK10500に改造されて形式消滅） - SPK2000（FPK10600に改造中） - SPK2100（FPK10600に改造中） - SPK2150（FPK10500に改造されて形式消滅） - SPK2200（FPK10500に改造されて形式消滅） - SPK2300(改造復興号の冷房快速) - 区間車 - EMU900型 - EMU800型 - EMU700型 - EMU600型 - EMU500型 - EMU400型 - DR1000型 - 電気機関車、ディーゼル機関車 - E500型（自強号・莒光号兼用） - E1000型（PP式自強号専用） - E100型（E101を除き全車廃車） - E200型（E221廃車） - E300型 - E400型 - R0型（国鉄DF91形ディーゼル機関車と同型、全車廃車） - R20型／R50型（R25/R29/R39/R53廃車、R56-R59は台湾の「機関車外交」でマラウイへ） - R100型（R104廃車） - R150型（R164廃車） - R180型／R190型 - S200型（S203/S208/S211廃車） - S300型（S318のみ使用中） - S400型（全車廃車） - LDH200型／DH200型(全車廃車） - DHL10型 - 蒸気機関車 - BK10（日本の500と同形） - CK50 - CK80（日本の2120と同形） - CK100（CK101動態保存蒸気機関車） - CK120（CK124は動態保存蒸気機関車、日本のC12と同形） - CT150（日本の8620と同形） - CT230（戦時中に転入した日本のC50） - CT240（日本の8900と準同形） - CT250（日本のC55と同形） - CT270（CT273は動態保存蒸気機関車、日本のC57と同形） - DT560 - DT580（日本の9600と同形） - DT650（DT668は動態保存蒸気機関車、日本のD51と同形） - EK900（日本の4110と同形） - 台鉄花車 - SA4101（皇室専用→戦後は総統専用） - SA4102（総督専用） - SA32820（総統専用客車） |

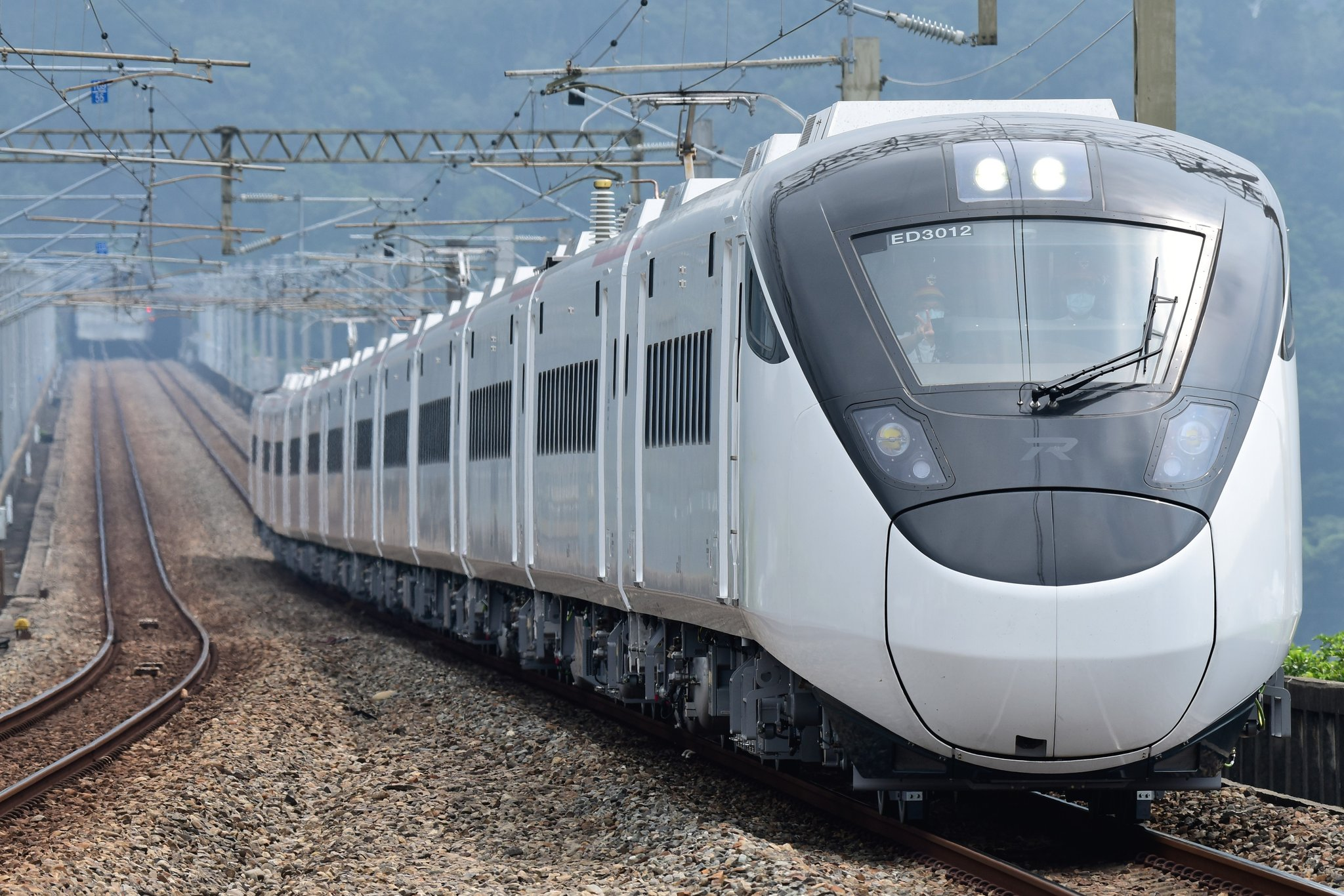
EMU3000型
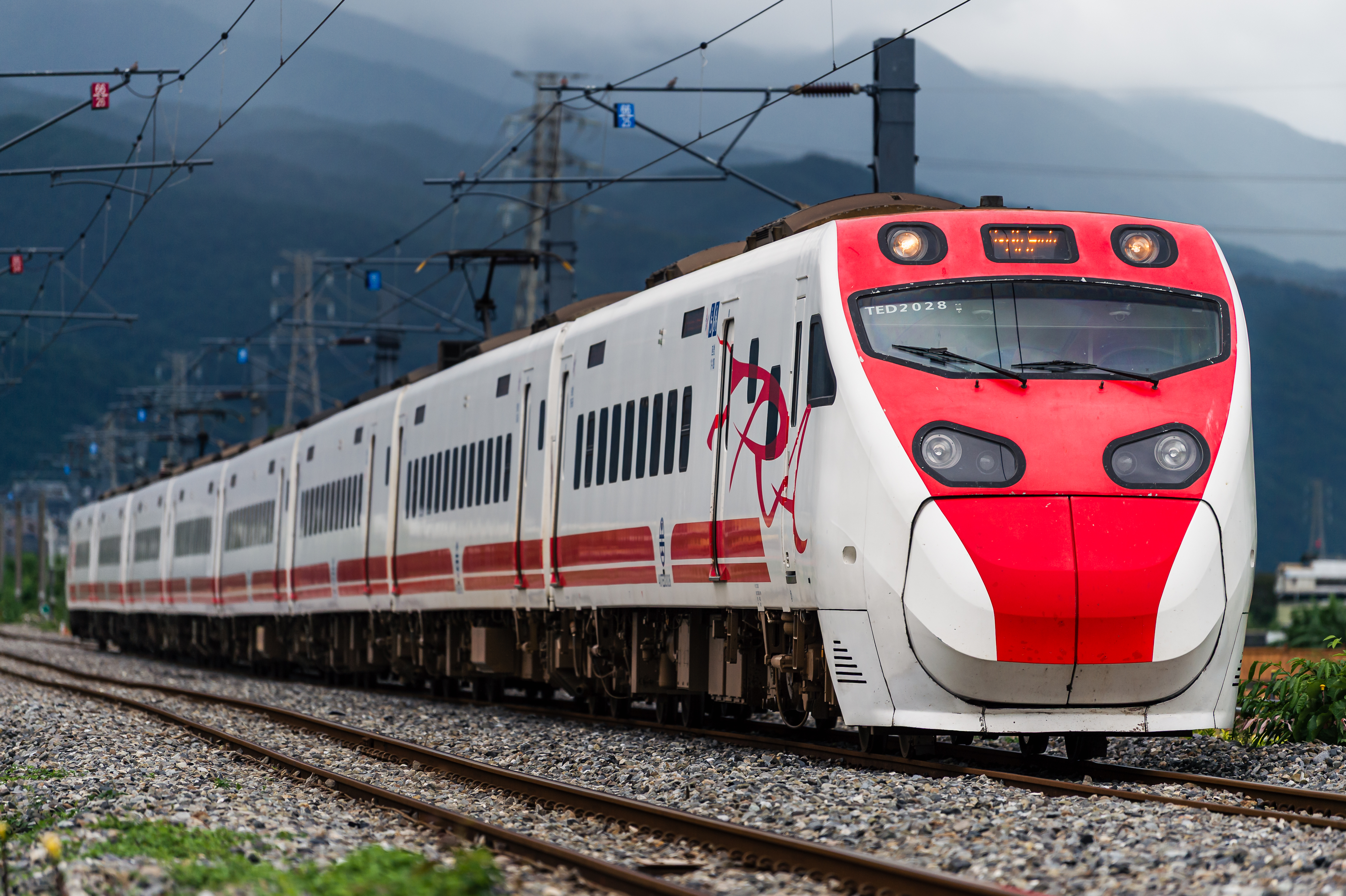
TEMU2000型
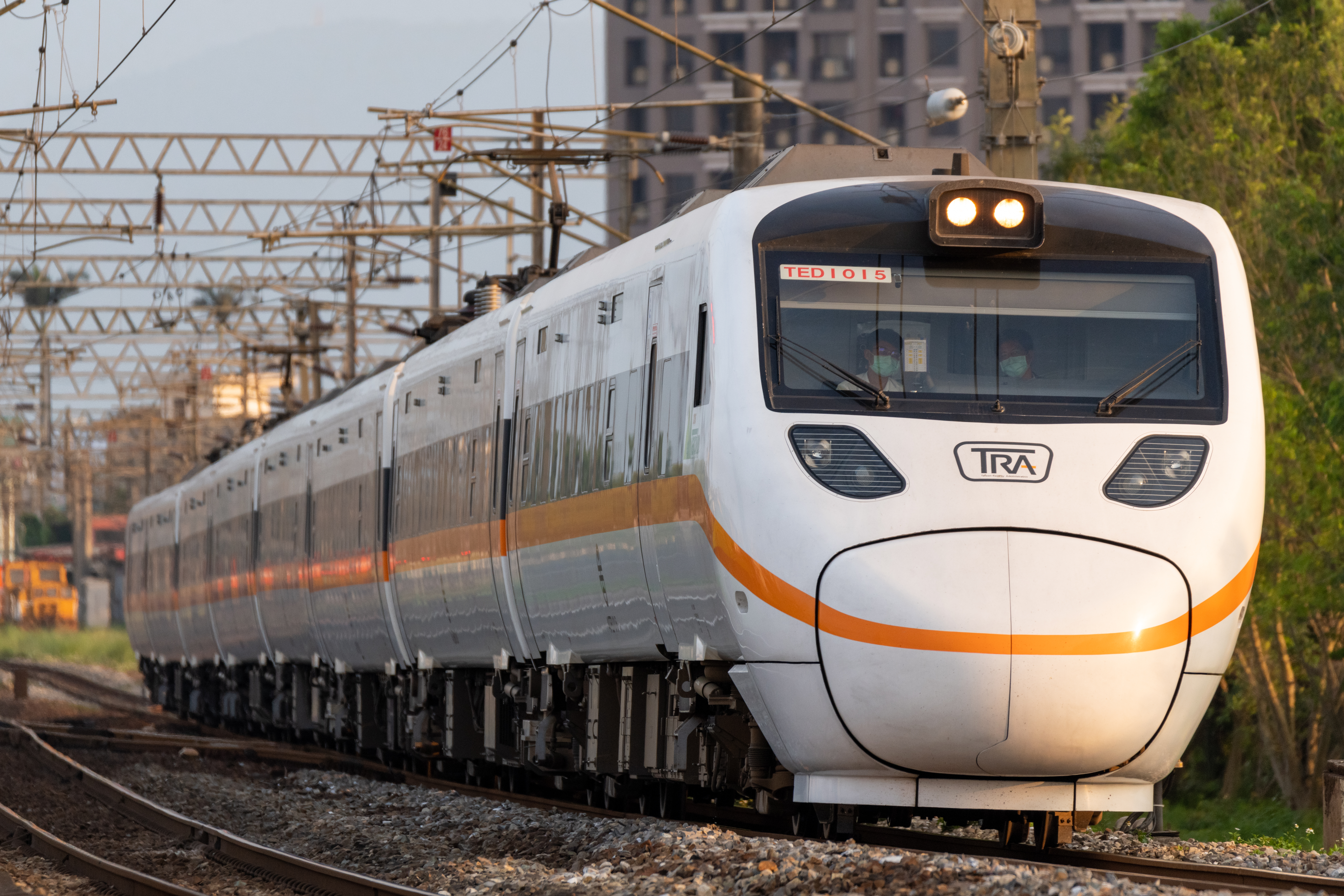
TEMU1000型
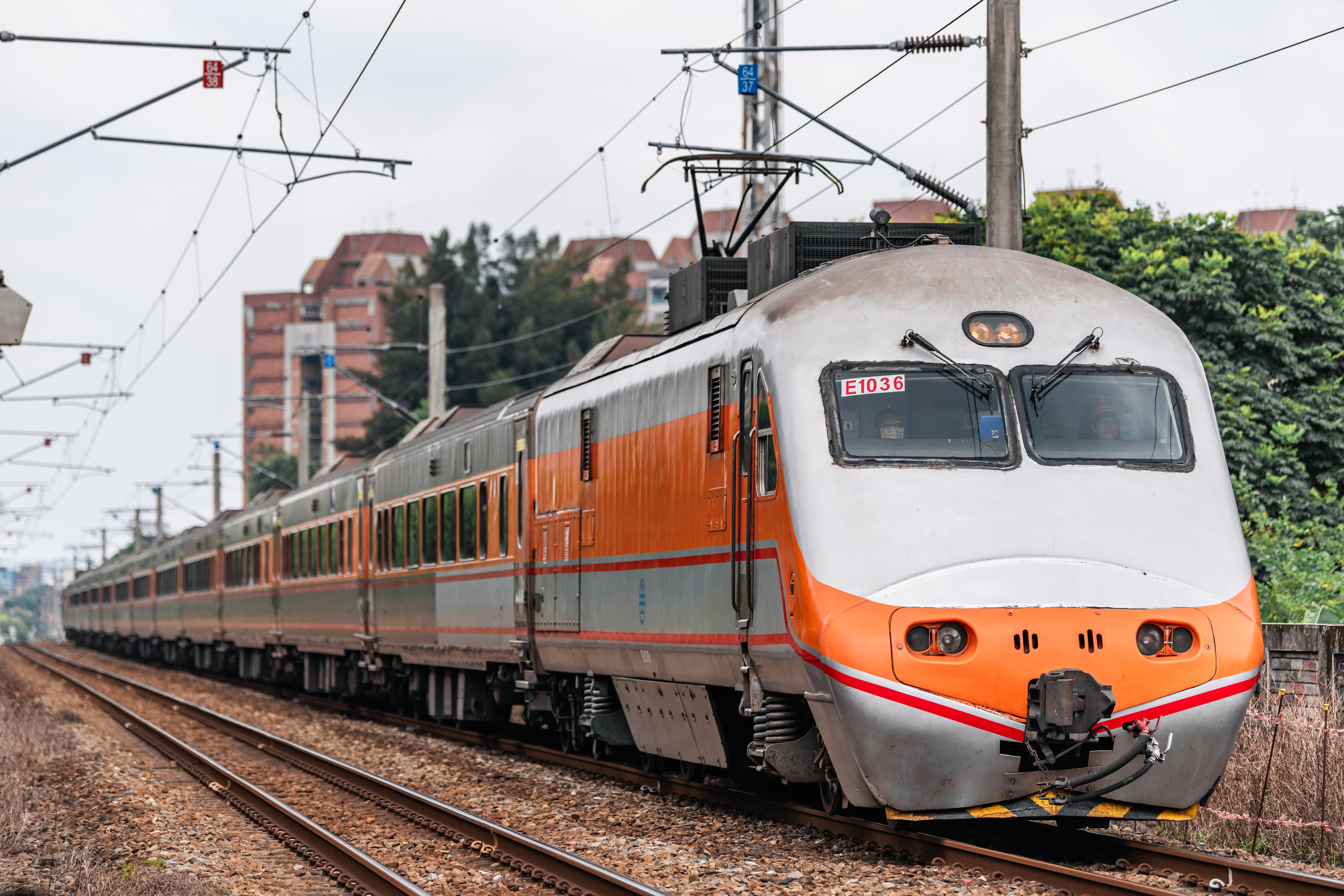
E1000型
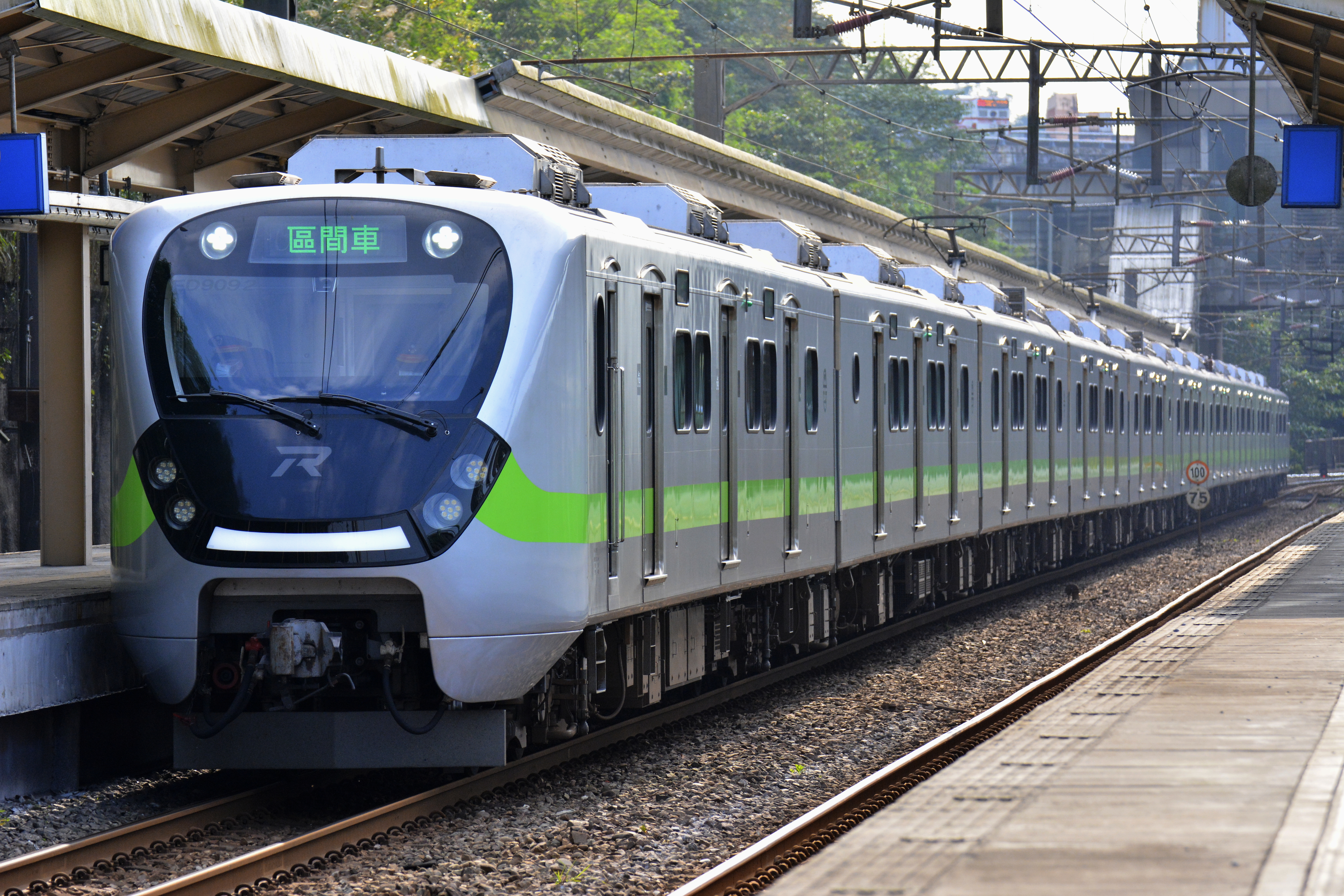
EMU900型
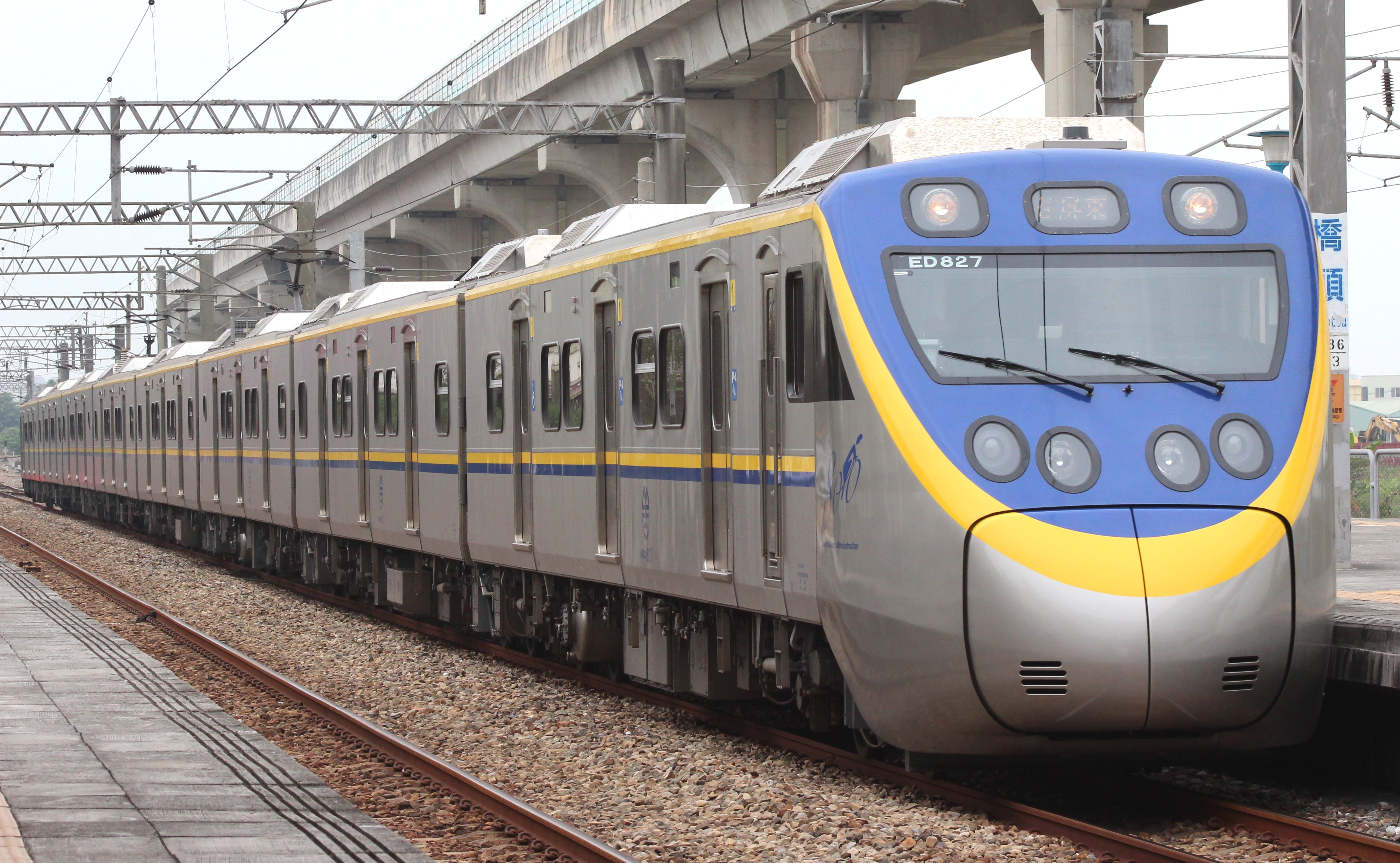
EMU800型
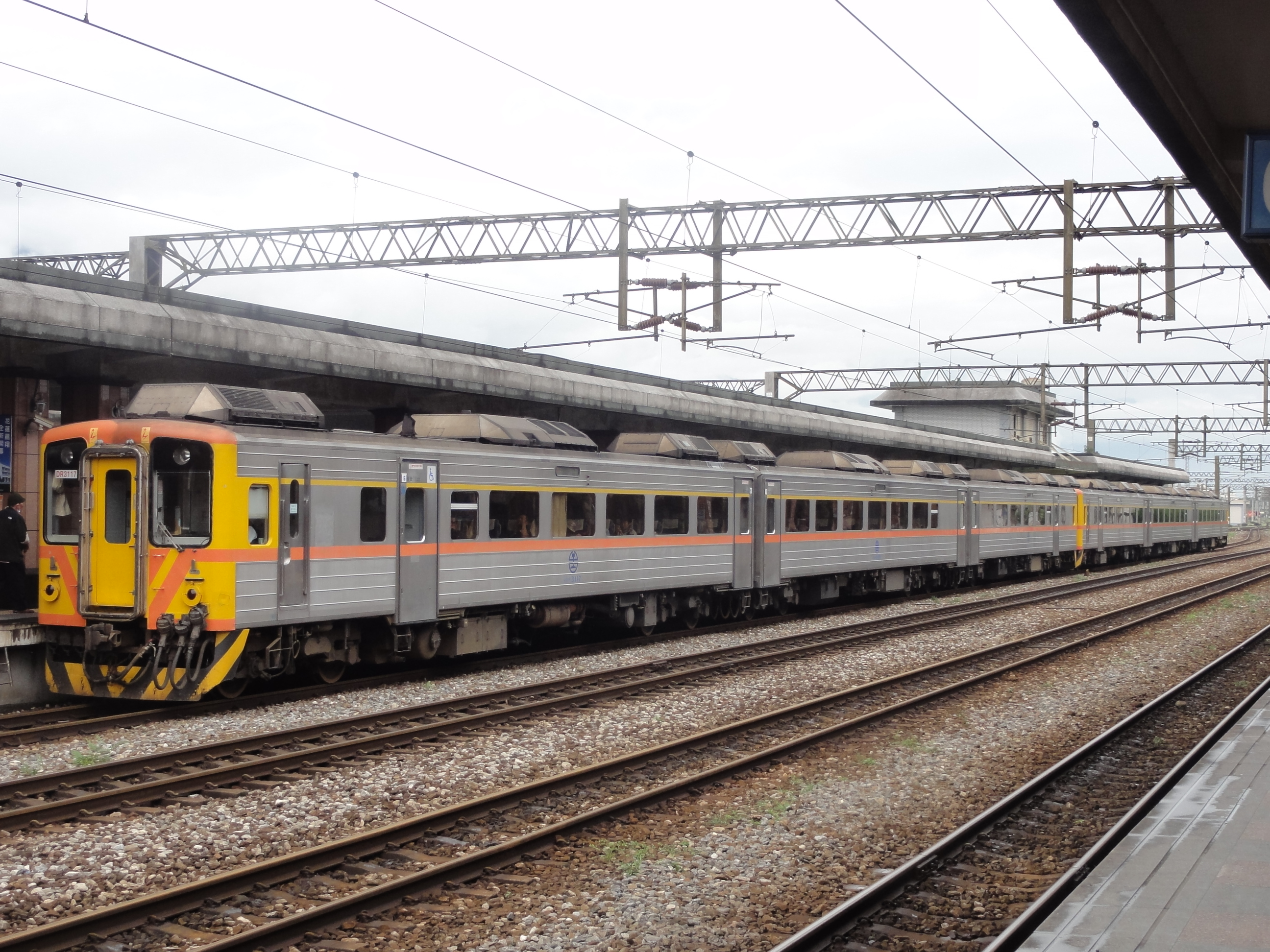
DR3100型
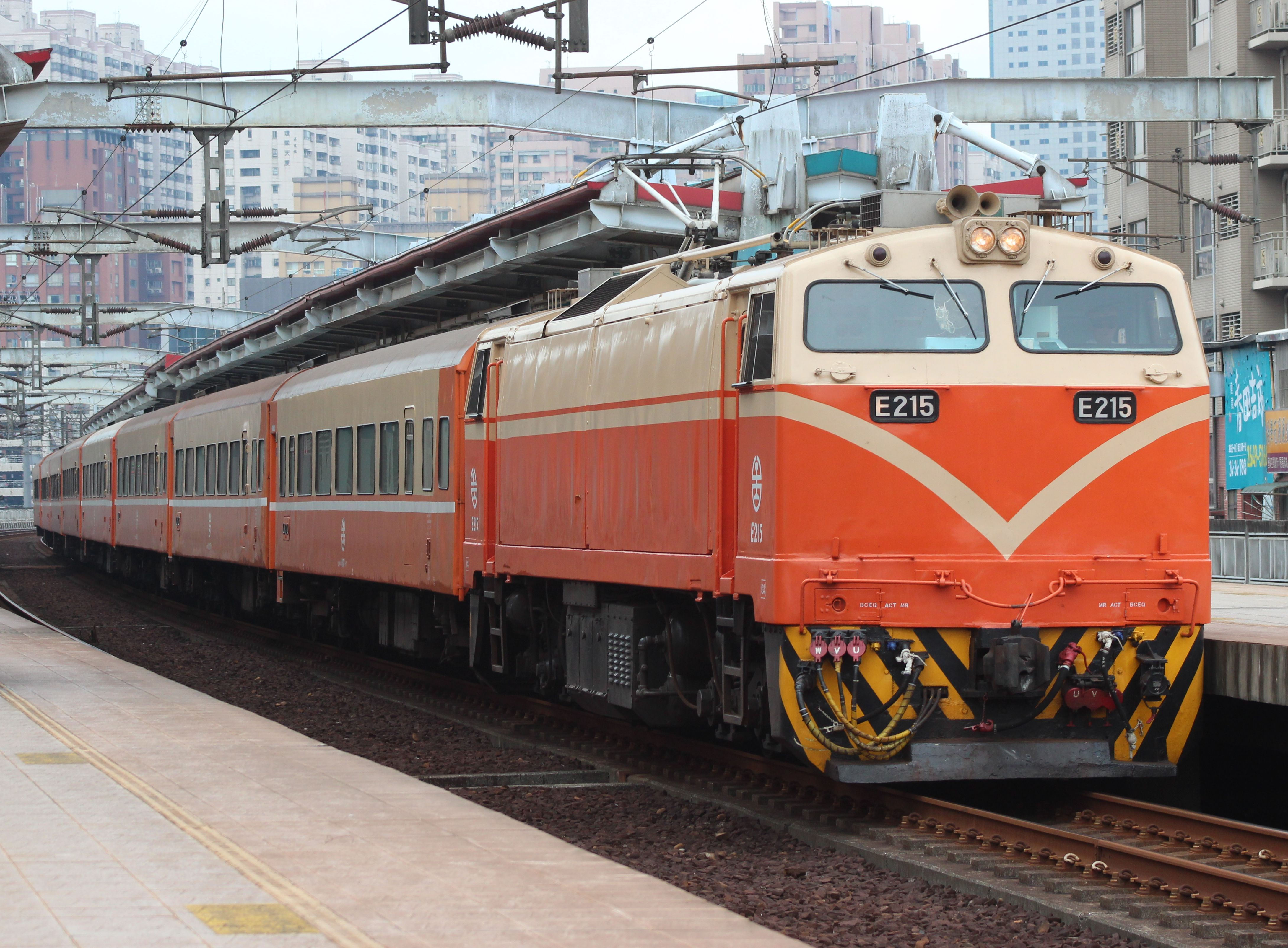
E200型電気機関車
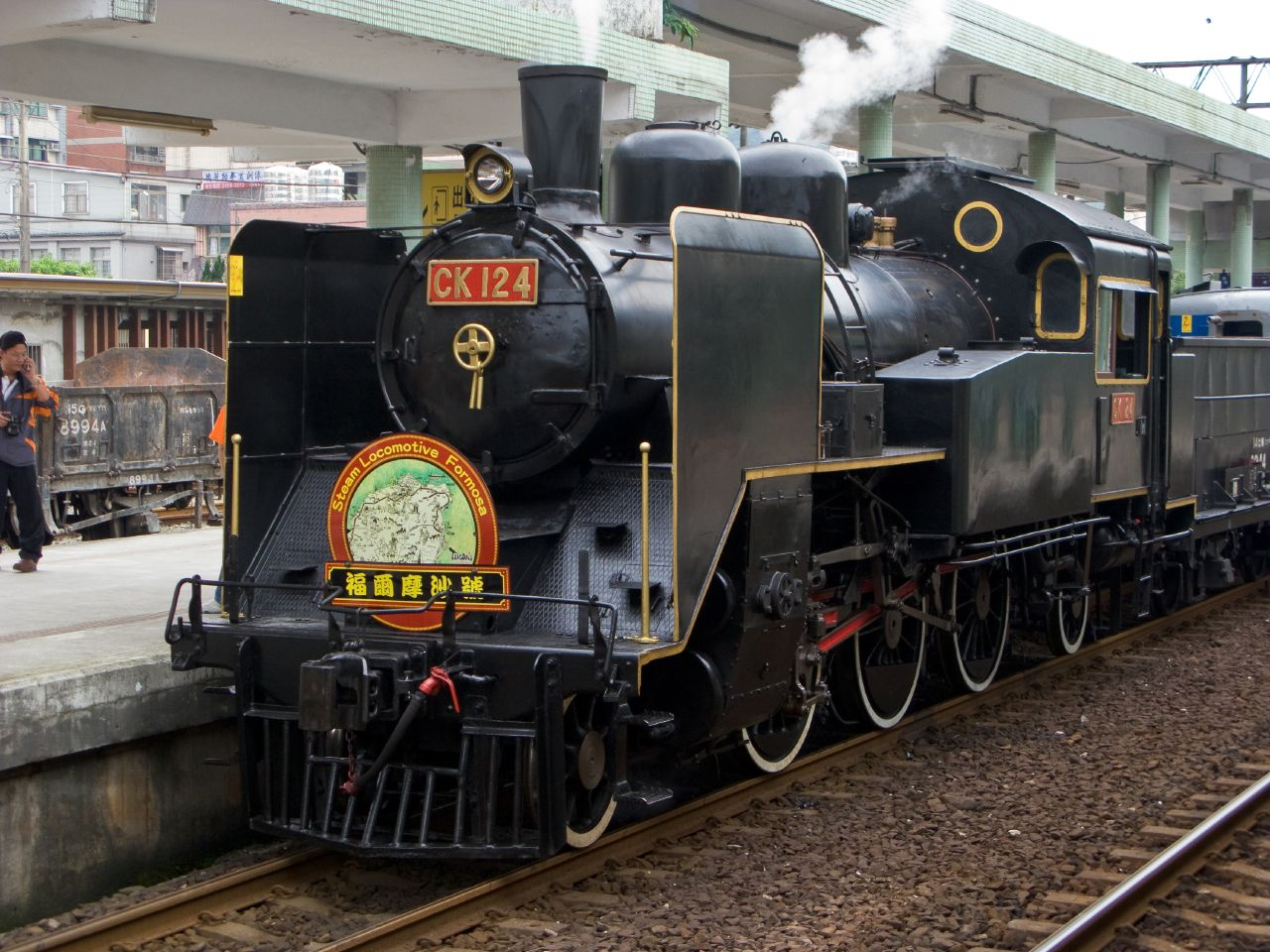
CK120型蒸気機関車（旧C12形）
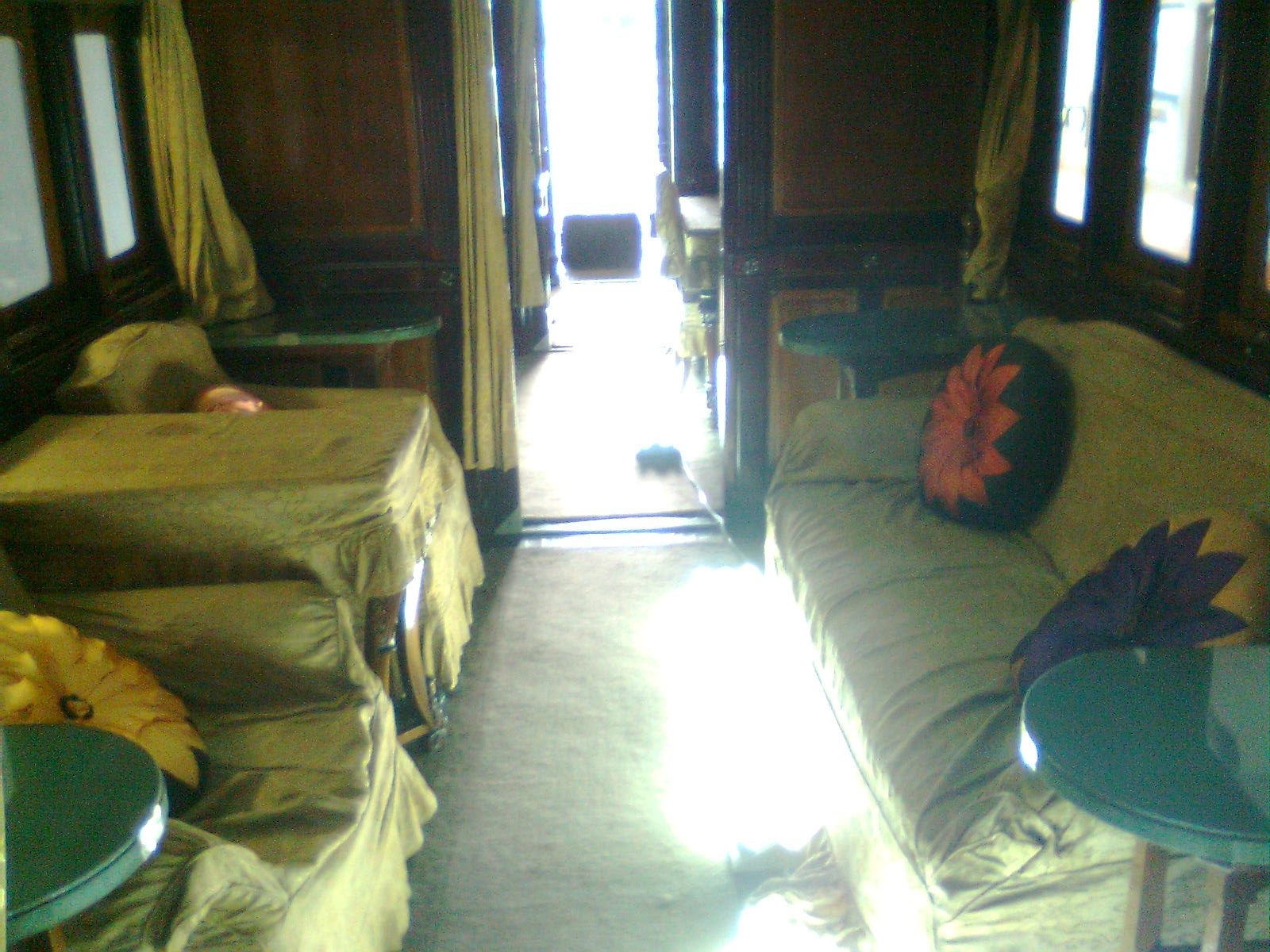
SA4101「天皇火車」
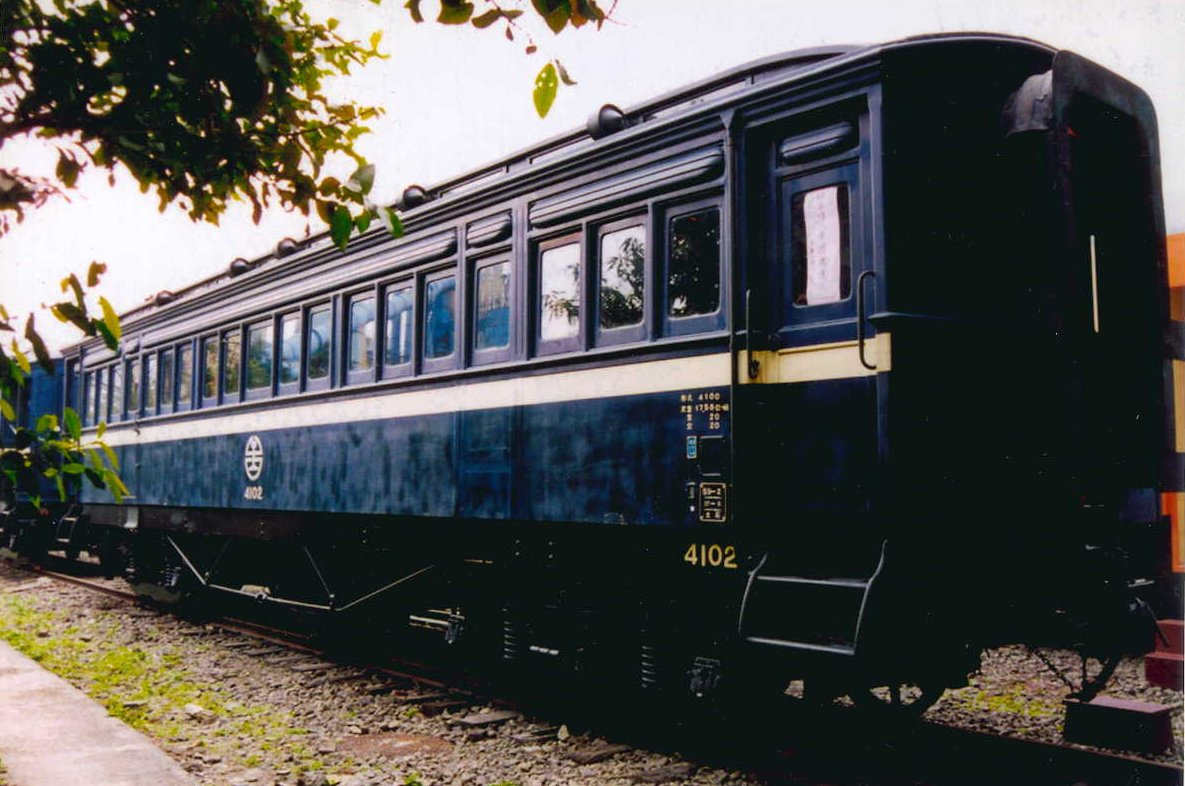
SA4102「総督火車」
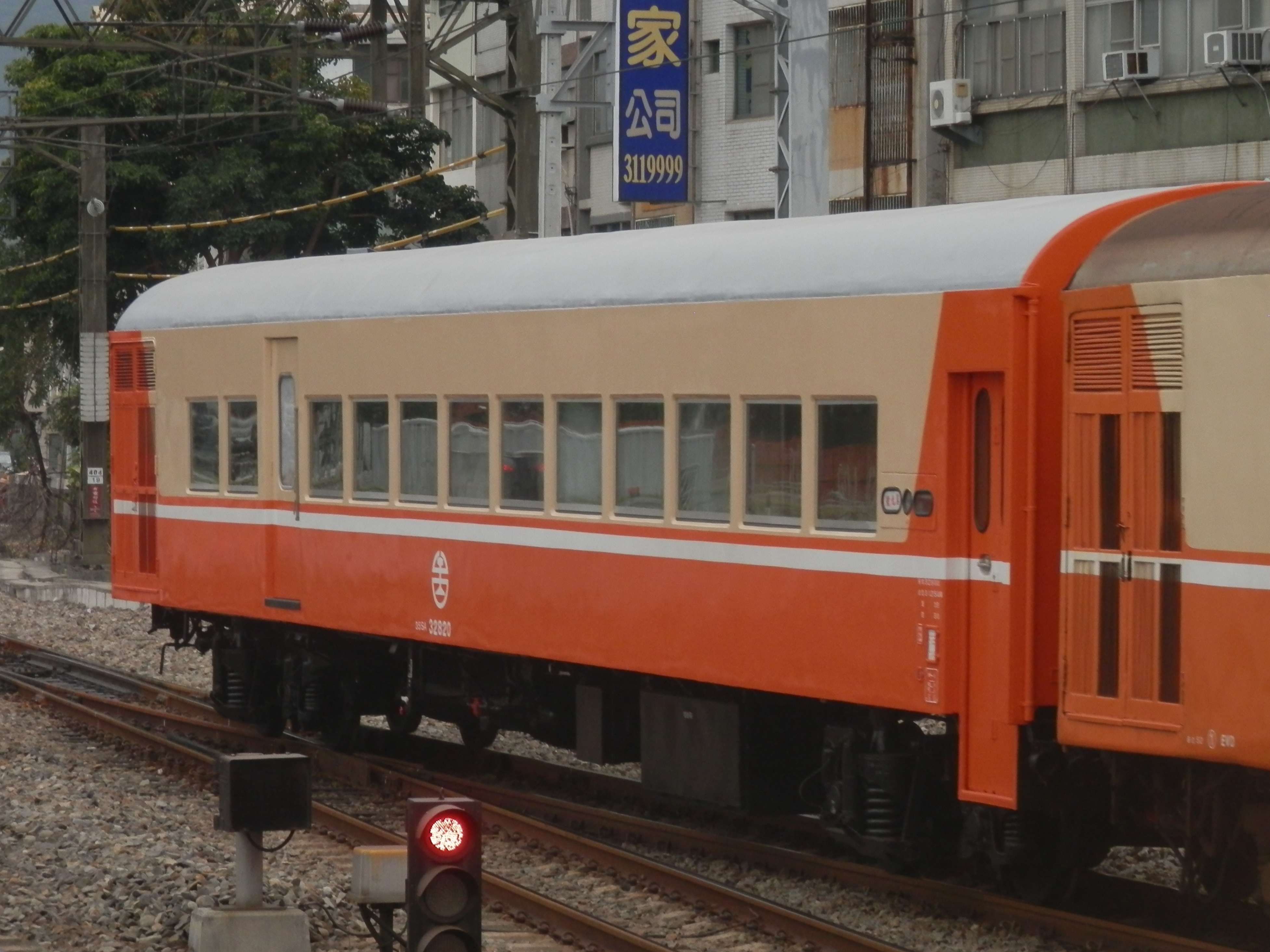
SA32820「總統花車」

## 運賃

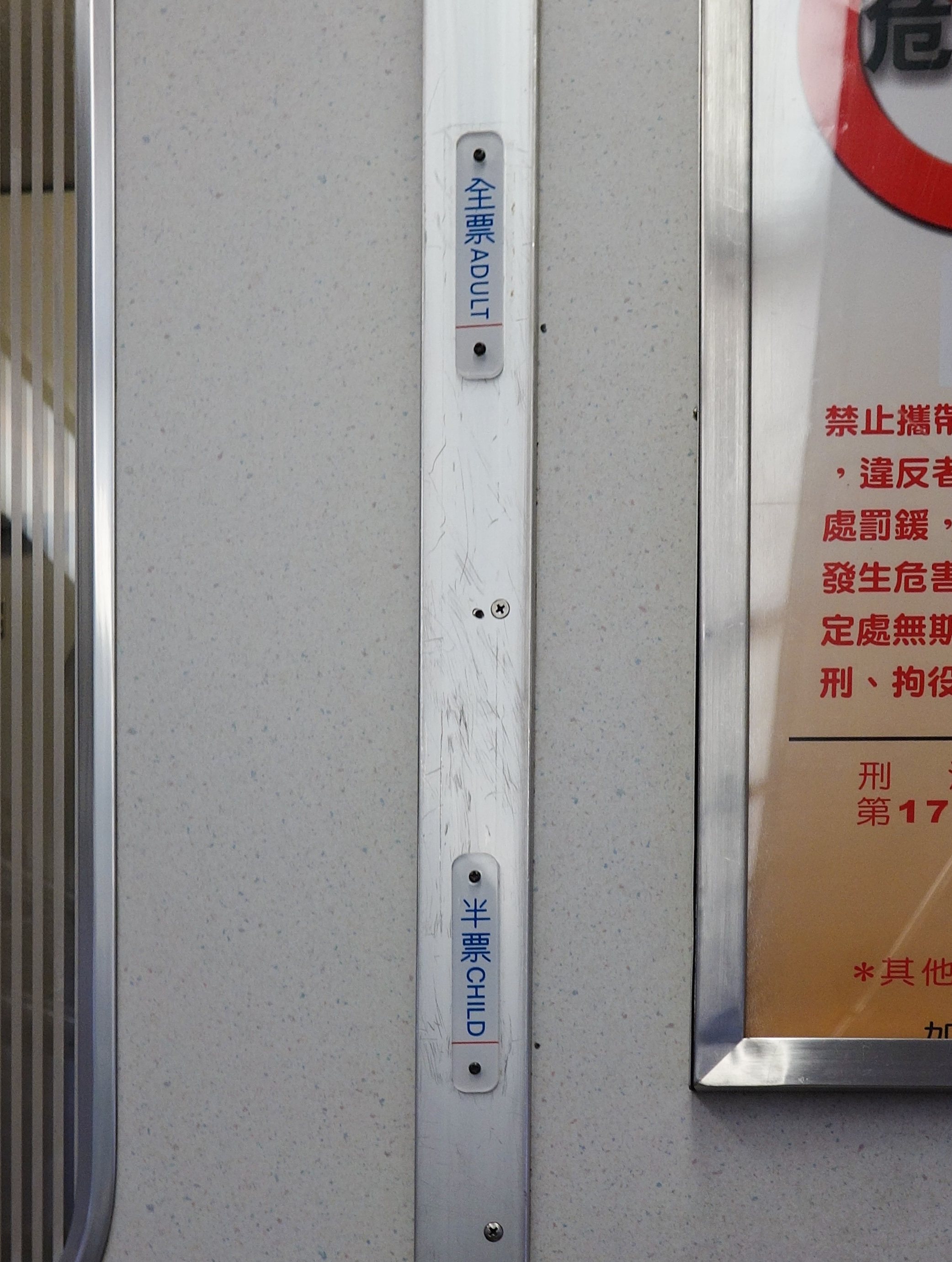
自強号車内の身長表示

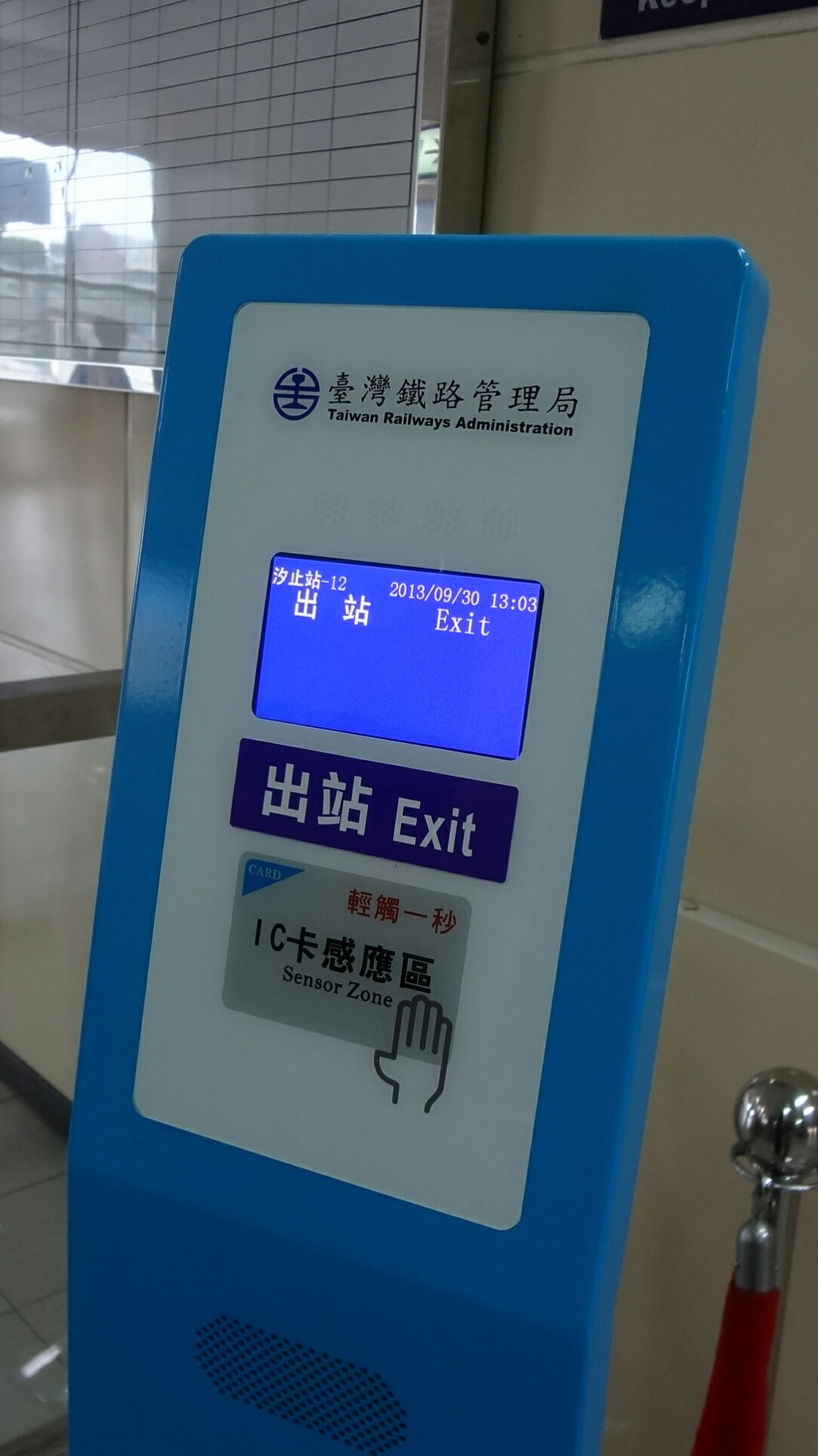
台湾鉄路管理局の改札にある簡易リーダー

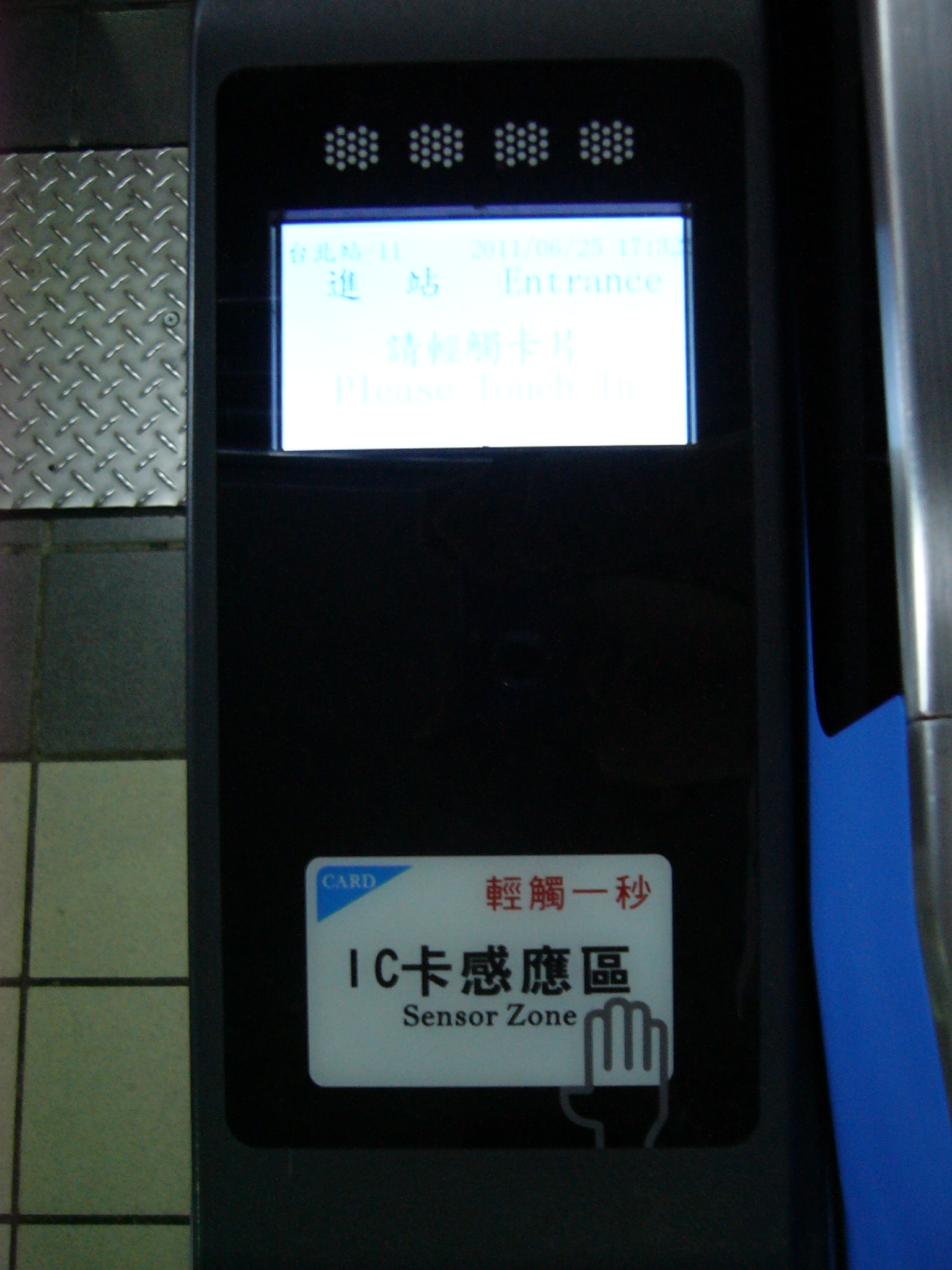
台鉄台北駅のオムロン製磁気券併用IC改札機の読み取り部

列車の運賃については、日本と違い、列車ごとにそれぞれ別々の運賃体系（日本の「普通運賃」の上に特急料金、指定席料金を追加する方式とは異なる）が設定されており、たとえ同一種別の列車同士であっても、2列車以上を乗り継ぐ場合は運賃の通算を行わない。莒光号以上の優等列車は原則として全車指定席で、混雑区間の普通車に限って「自願無座」（日本の立席特急券に相当。なお、EMU3000型電車では発売していない。）が発売される場合がある。ちなみに、EMU3000型電車、観光列車や一部の莒光号には日本のグリーン車に相当する「騰雲座艙」「商務車」という特別席が設定されているが、前述の通り乗車券以外の料金券が存在しないため、この車両・座席には上位種別の料金（この場合自強号）が適用される。そのため、時刻表上は自強号として別列車扱いされており、乗車券も自強号で発券される。EMU3000型電車においては、自強号普通車の約1.4～2.2倍（距離に応じ異なる）の専用料金が設定されている。
種別ごとの運賃は以下の通り。（10kmまでは一律10kmの運賃が初乗りとして適用）
| 日本の相当 | 種別                       | 1㎞ごとの運賃 | （初乗り） |
| ---------- | -------------------------- | ------------- | ---------- |
| 特急       | 自強号、太魯閣号、普悠瑪号 | NT$2.27       | NT$23      |
| 急行       | 莒光号                     | NT$1.75       | NT$18      |
| 快速       | 復興号・区間快車           | NT$1.46       | NT$15      |
| 普通       | 区間車                     | NT$1.46       | NT$15      |
| 普通       | 普快車                     | NT$1.04       | NT$10      |

なお、小児・65歳以上の老人・障害者（老人と障害者割引は自国籍・居住者に限る）は半額となるが、小児運賃の適用基準が年齢である日本とは異なり、身長（115cm以上150cm未満）となっている。また、莒光号において座席指定を受けずに（自願無座）81キロメートル以上を乗車した場合は上記運賃から2割引となる。
この他に、1ヶ月、3ヶ月有効の定期乗車券、団体乗車券、各種企画乗車券も存在する。かつては入場券（6元）も発売されていたが、2013年6月1日に廃止された（身分証との交換で通行証を貸与する形式に変更）。

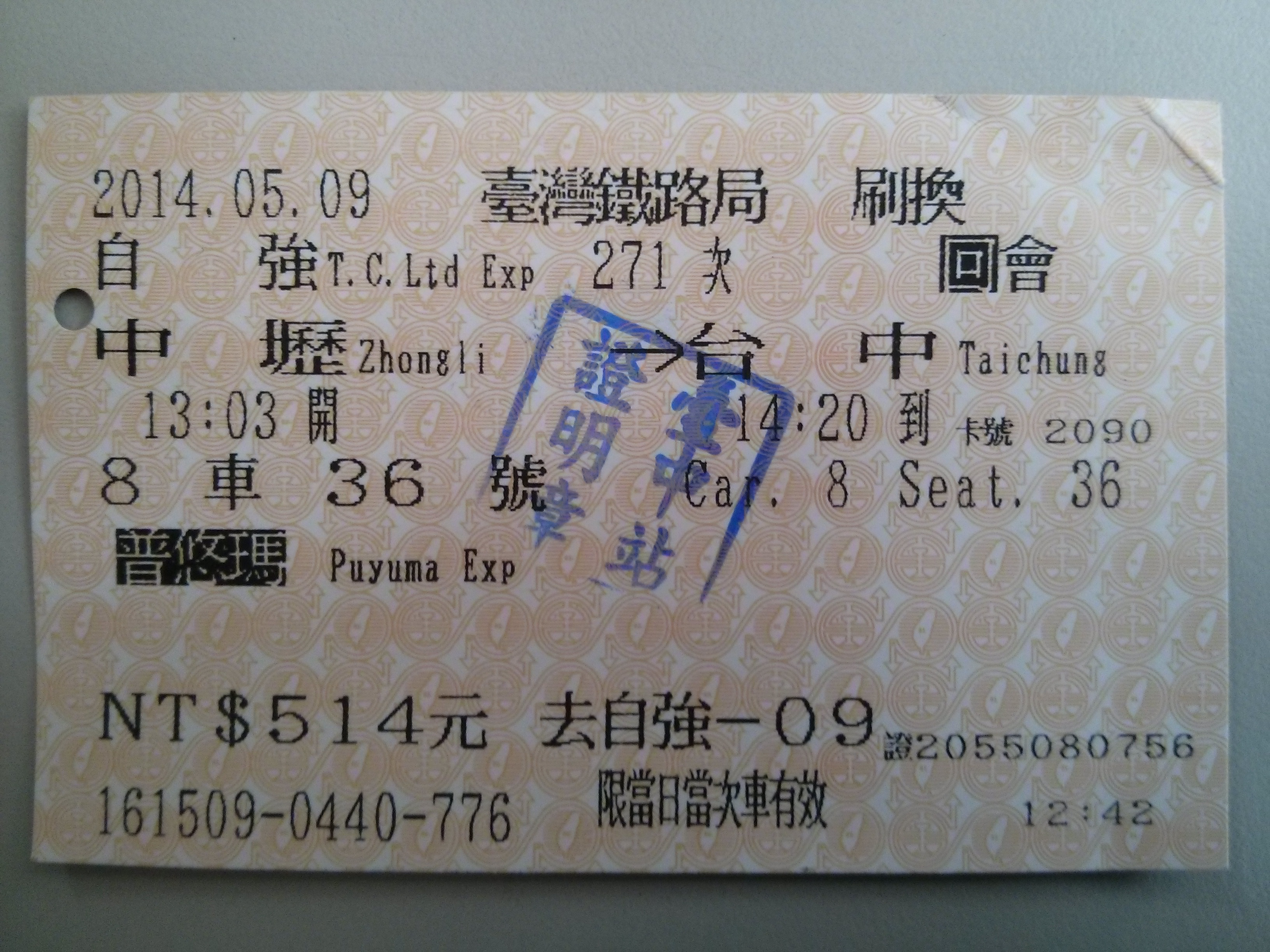
普悠瑪自強号の乗車券
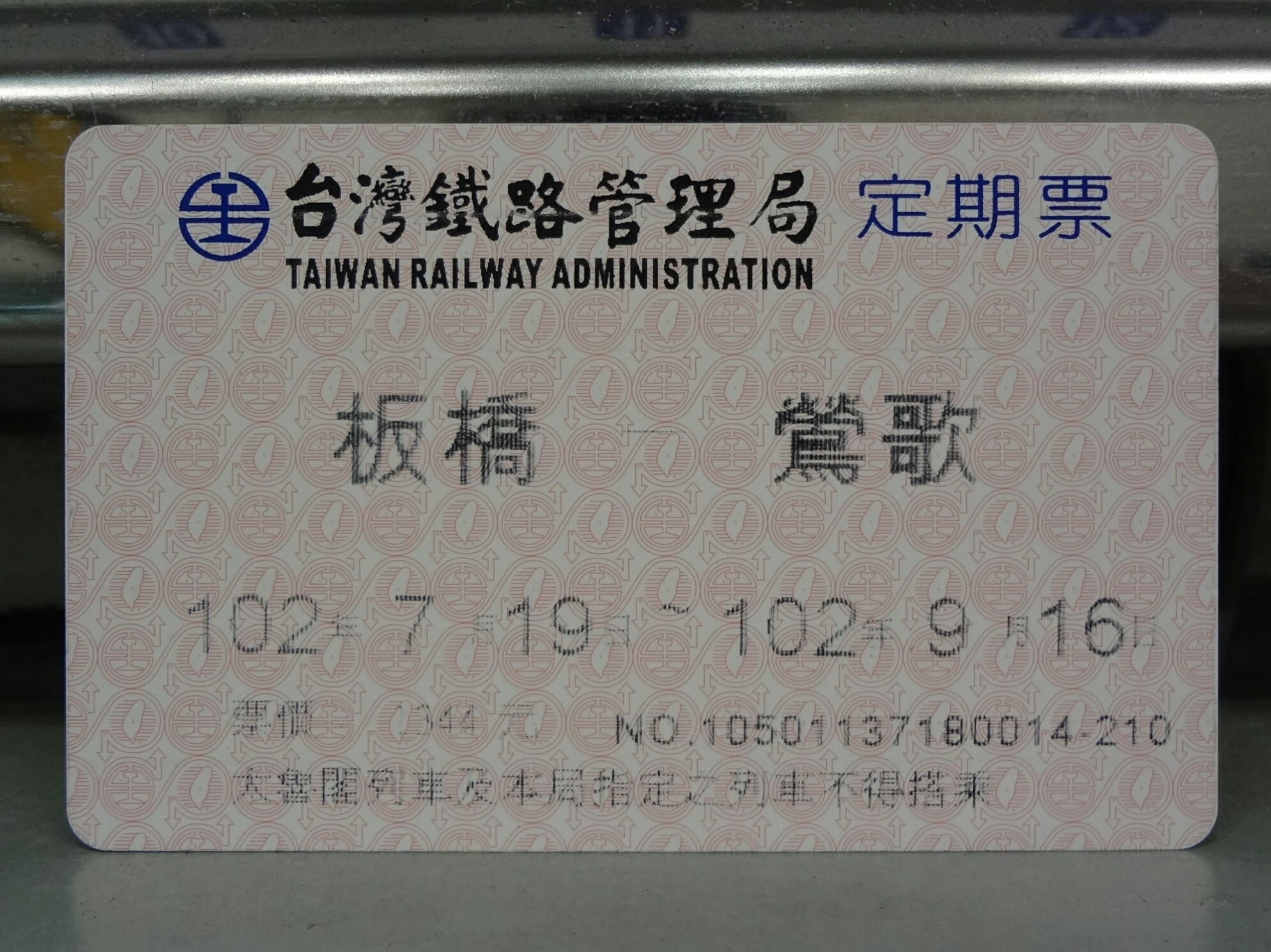
定期券
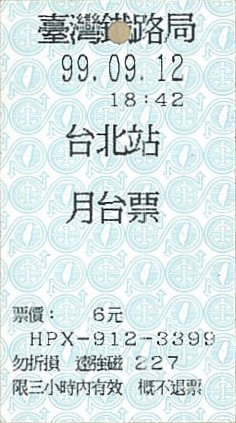
入場券
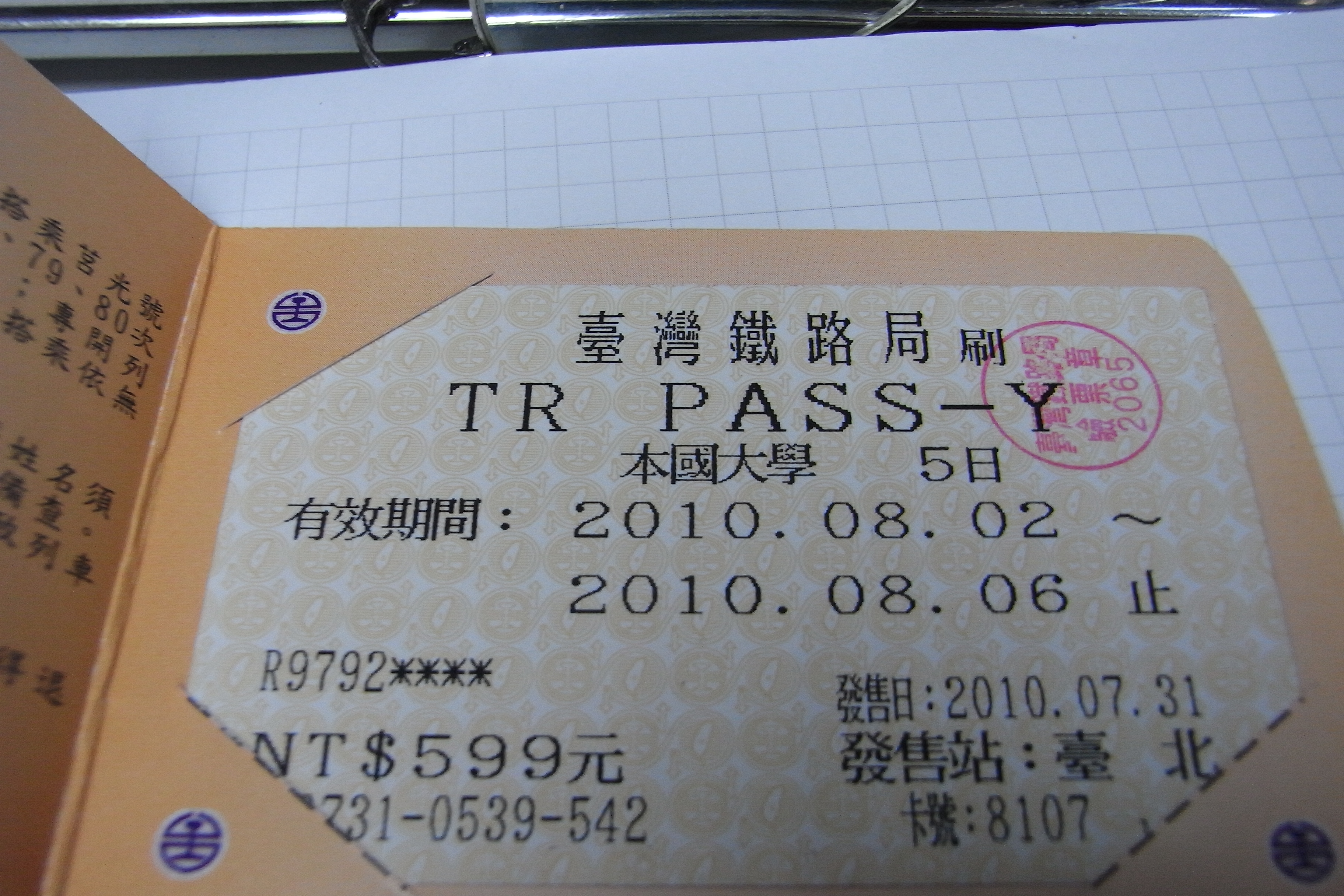
TR PASS学生版
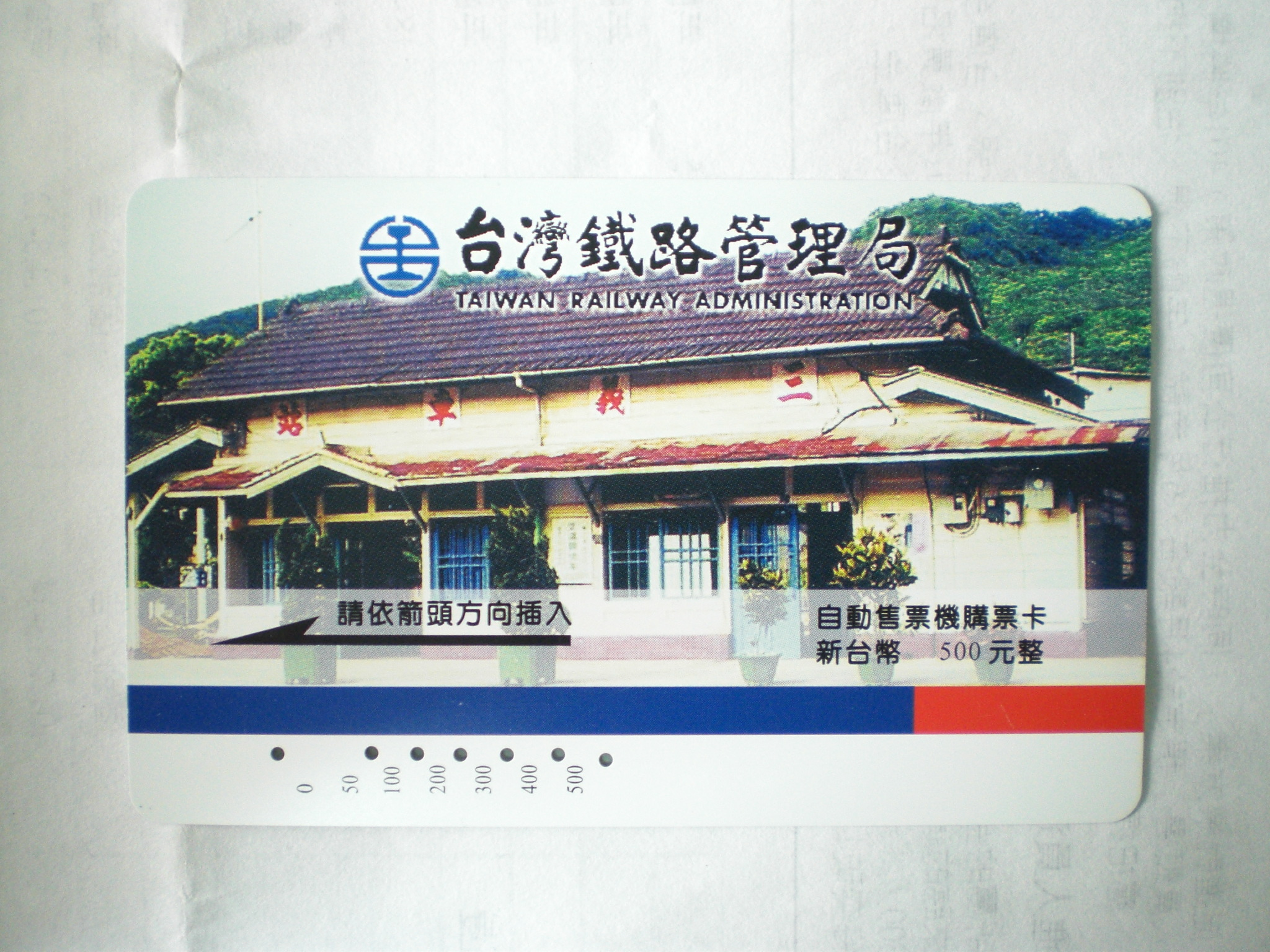
プリペイドカード
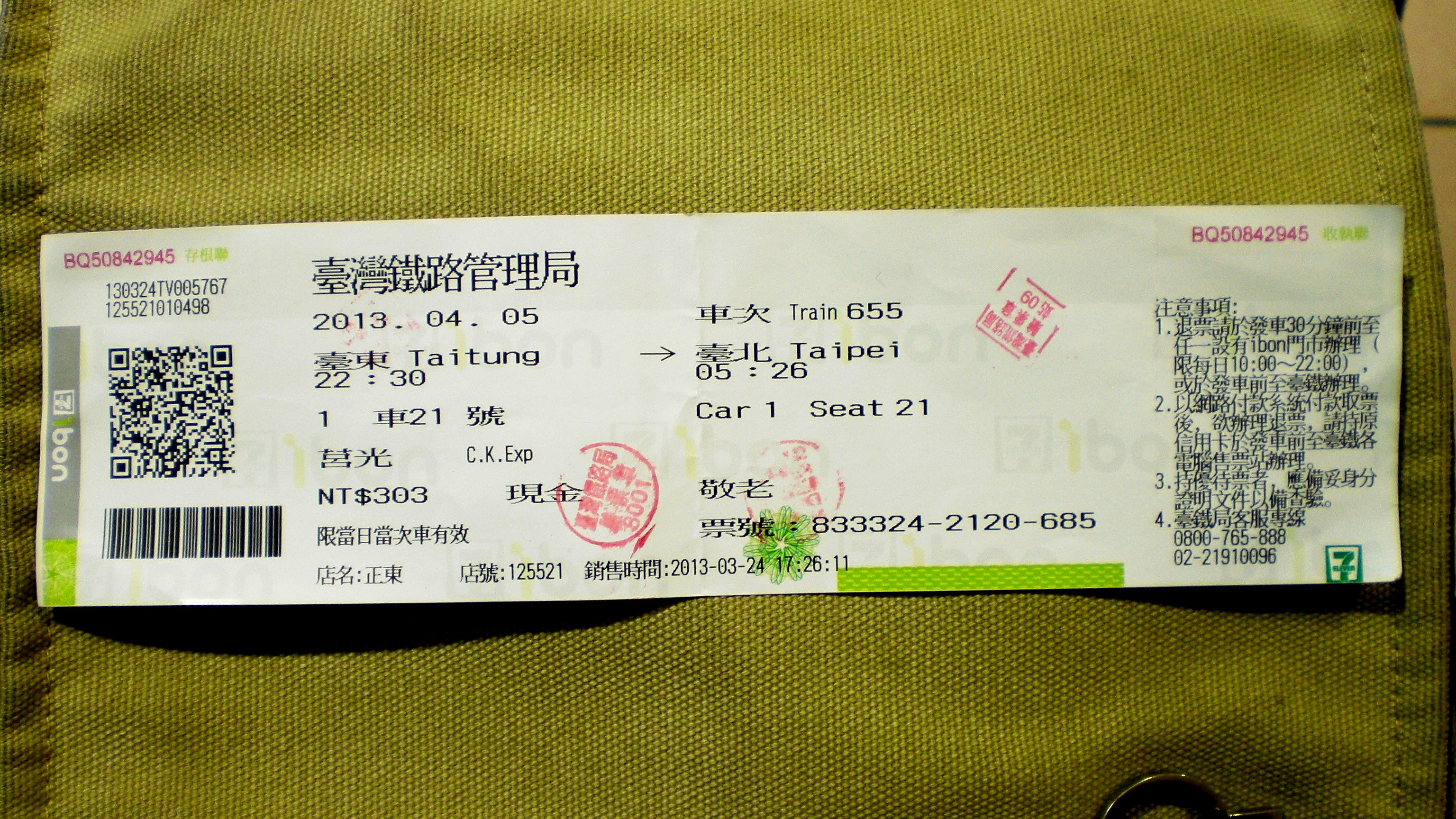
セブンイレブンi-bon端末発券の莒光号乗車券

### ICカード
全線で、悠遊卡(Easycard)、一卡通(iPASS)、icash(愛金卡)、HappyCash(有錢卡)の各ICカードが使用できる。この場合の運賃は乗車した列車種別に関わらず、区間車運賃となる（ただし対号列車は立席利用、自強号は乗車キロ70km以内のみ割引適用、71km以上は超過分に対し自強号運賃が適用される。太魯閣号、普悠瑪号等一部列車は利用不可）。なお、長らく簡易ICカードリーダを設置した専用改札口を利用する必要があったが、従来の磁気券対応自動改札機の更新が2010年11月より始まり、磁気券・ICカードの両方に対応した新型機（オムロン製）が順次導入された。なお、一部の無人駅においては、簡易式のIC専用自動改札機が設置されている。

## 駅区分
2020年12月現在。廃駅はCategory:台湾の廃駅を参照。
本局における簡易站は駅長が派遣されない駅を指し、招呼站は駅員が派遣されないいわゆる無人駅に相当する。
- 特等站: 台北、台中、高雄、花蓮…計4駅
- 一等站: 基隆、七堵、南港、松山、万華、板橋、樹林、桃園、中壢、新竹、竹南、苗栗、豊原、彰化、員林、斗六、嘉義、新営、台南、岡山、新左営、屏東、潮州、瑞芳、宜蘭、蘇澳新、玉里、台東…計29駅
- 二等站: 八堵、汐止、鶯歌、大甲、台中港、沙鹿、新烏日、田中、二水、斗南、隆田、善化、永康、中洲、楠梓、鳳山、枋寮、双渓、羅東、冬山、蘇澳、東澳、和平、新城 (太魯閣)、竹東…計24駅
- 三等站: 山佳、内壢、埔心、楊梅、富岡、湖口、新豊、竹北、後龍、白沙屯、通霄、苑裡、清水、龍井、大肚、追分、銅鑼、三義、后里、潭子、成功、社頭、林内、大林、民雄、新市、保安、大湖、路竹、橋頭、九曲堂、西勢、南州、林辺、加禄、枋野、大武、金崙、太麻里、知本、四脚亭、猴硐、三貂嶺、福隆、頭城、礁渓、二結、永楽、南澳、漢本、和仁、崇徳、北埔、吉安、志学、寿豊、鳳林、萬栄、光復、富源、瑞穗、東里、富里、池上、関山、瑞源、鹿野、花蓮港…計69駅
- 簡易站: 三坑、百福、五堵、汐科、浮洲、南樹林、北新竹、三姓橋、豊富、泰安、大慶、烏日、嘉北、水上、柳營、南科、大橋、仁徳、左営（旧城）、内惟、美術館、鼓山、三塊厝、民族、科工館、正義、後庄、竹田、平渓、菁桐、林栄新光、豊田、千甲、新荘、集集、車埕、長栄大學…計34駅
- 甲種簡易站: 北湖、香山、大山、新埔、日南、花壇、南靖、後壁、林鳳営、佳冬、大里、亀山、竹中…計14駅
- 乙種簡易站: 栗林、頭家厝、松竹、太原、精武、五権、大慶、烏日、大村、瀧溪、康楽、三民、東竹、南平、貢寮、四城、景美、海端、山里、九讚頭、内灣、六家、水里、沙崙…計25駅
- 丙種簡易站: 十分、濁水…計2駅
- 招呼站 (無人駅): 新富、崎頂、談文、龍港、造橋、南勢、永靖、石榴、石亀、抜林、六塊厝、帰来、麟洛、崁頂、鎮安、東海、内獅、枋山、暖暖、牡丹、大渓、石城、外澳、頂埔、中里、新馬、武塔、平和、大富、瑞和、大華、望古、嶺脚、上員、栄華、橫山、合興、富貴、源泉、龍泉、海科館、八斗子…計42駅
- 号誌站 (信号場): 談文南、大肚溪南、中央、古荘、…計4駅
- 貨運站 (貨物駅): 五堵（貨）、新竹（貨）…計2駅

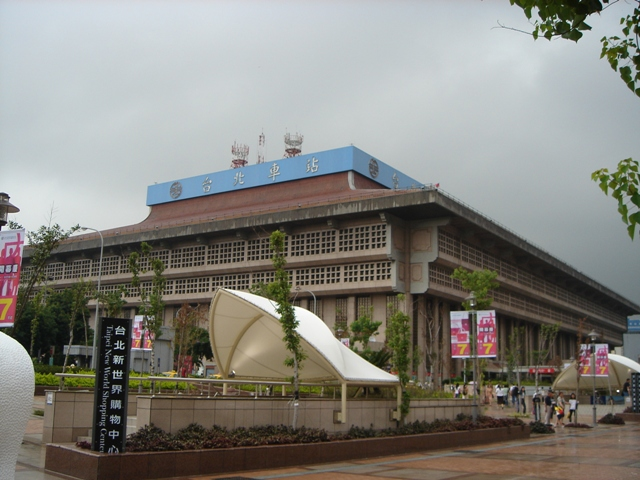
特等站の台北駅駅舎
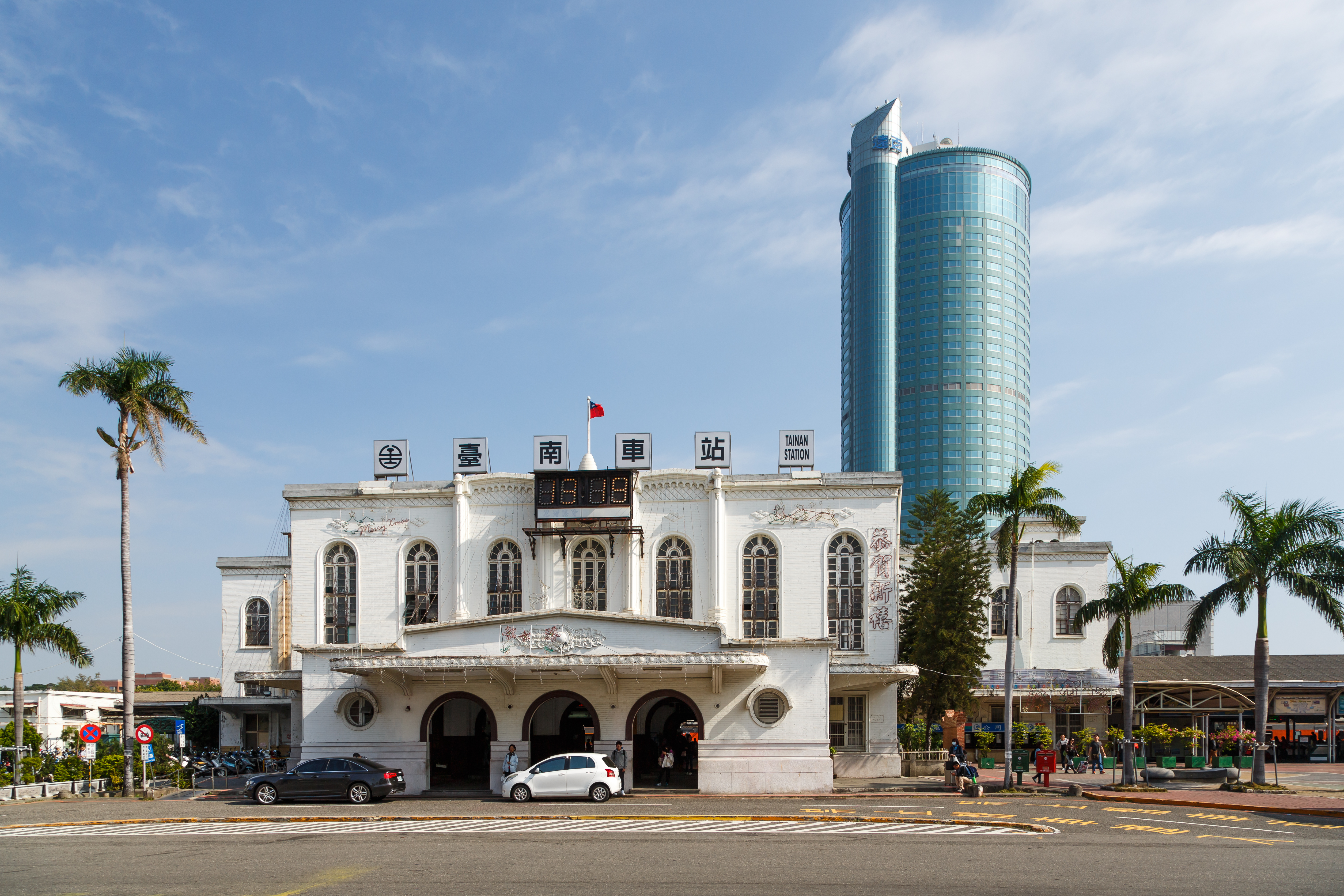
一等站の台南駅駅舎
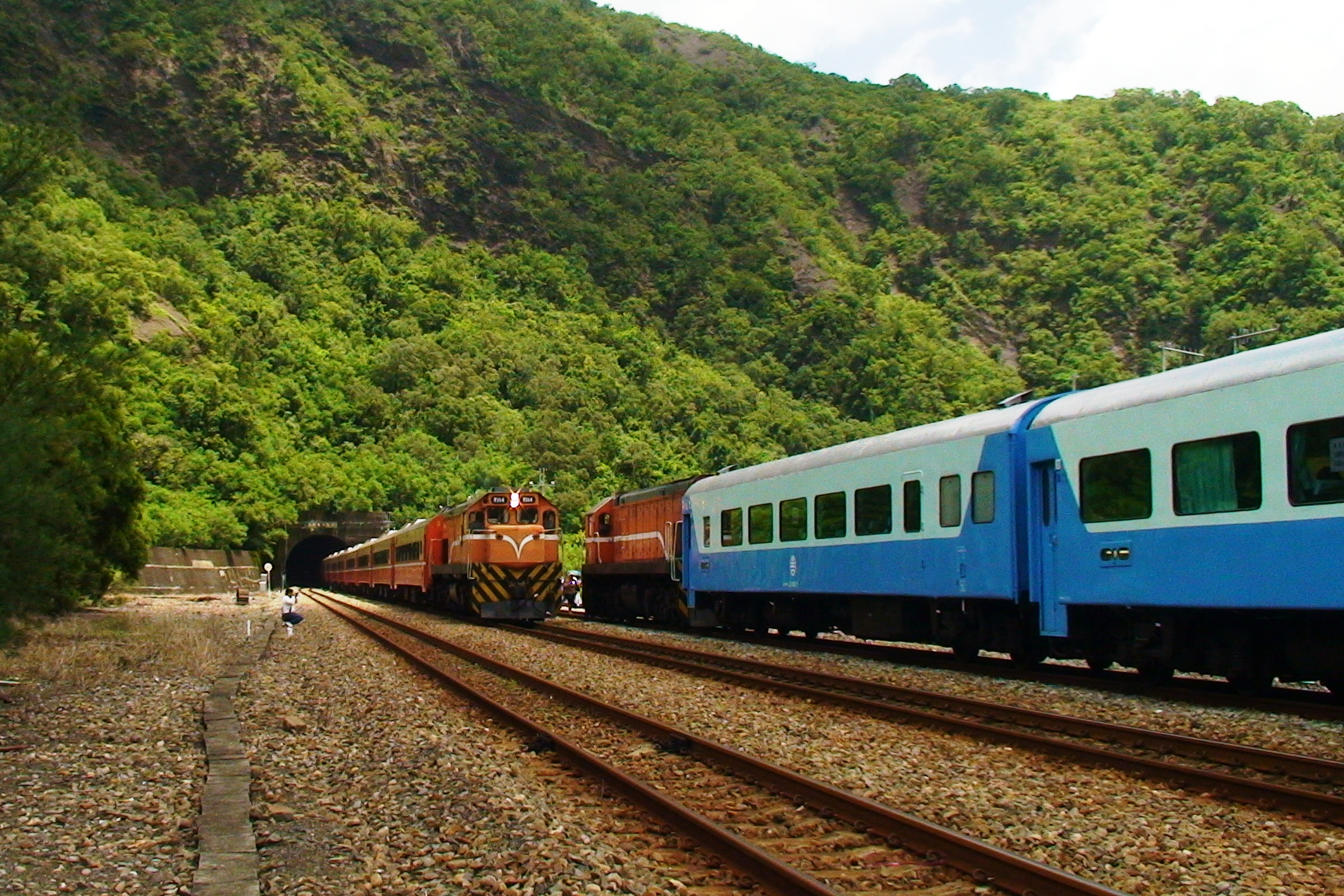
三等站の枋野信号場構内
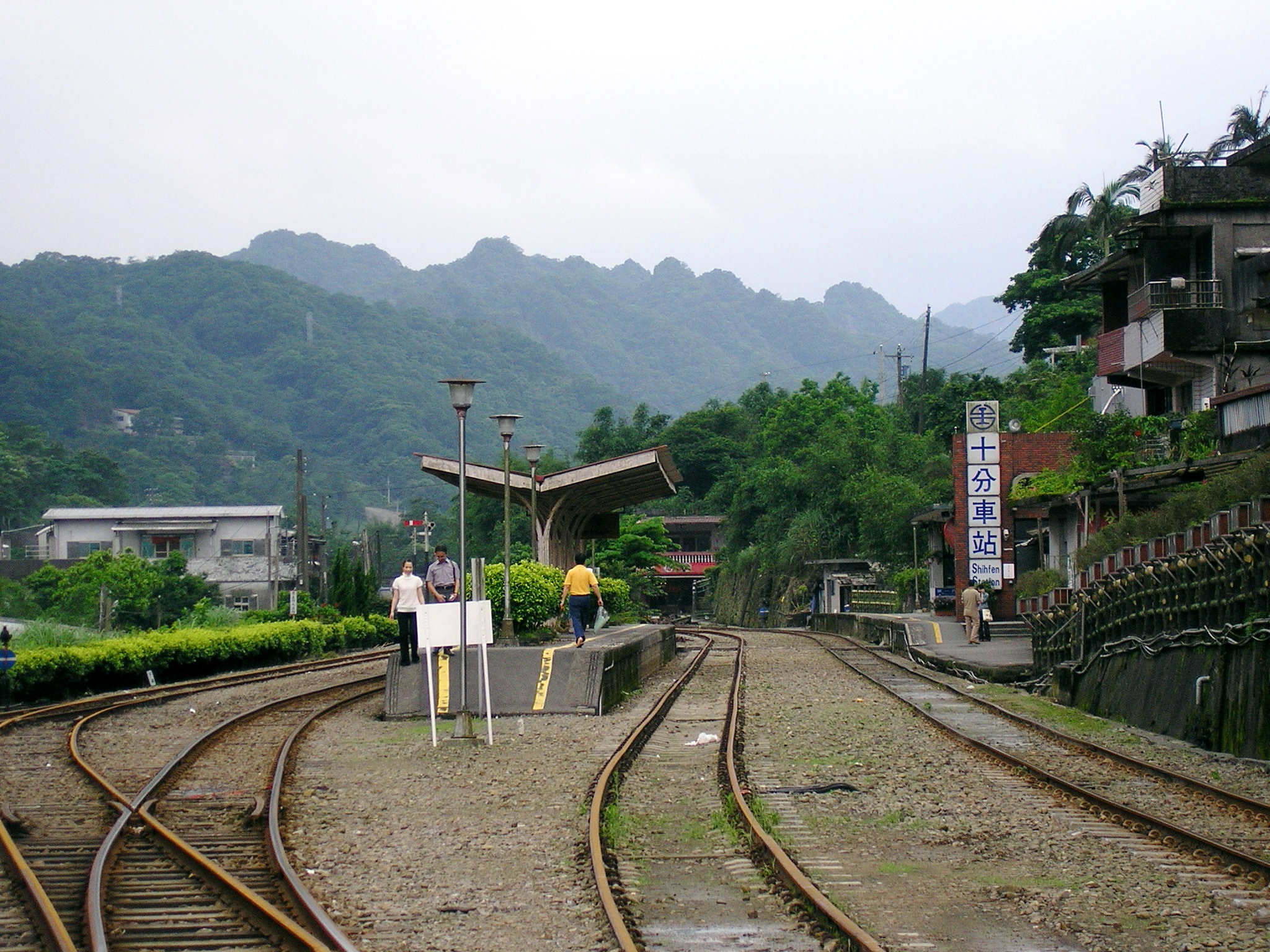
丙種簡易站の十分駅構内

## 姉妹提携
台湾鉄路管理局は、以下の各国事業者あるいは列車、路線、駅同士で姉妹提携、友好提携、観光連携協定、技術協力協定を結んでいる。
阿里山線については阿里山森林鉄路#姉妹鉄道を参照。

### 姉妹列車
- CK124型蒸気機関車が牽引する観光列車 - 北海道旅客鉄道（JR北海道）の蒸気機関車列車「SL冬の湿原号」との間で2012年3月12日締結[37]。
- CT273型蒸気機関車（中国語版）（仲夏寶島號） - 同型である西日本旅客鉄道国鉄C57形蒸気機関車1号機（やまぐち号）との間で2017年6月24日に締結式典[38]。

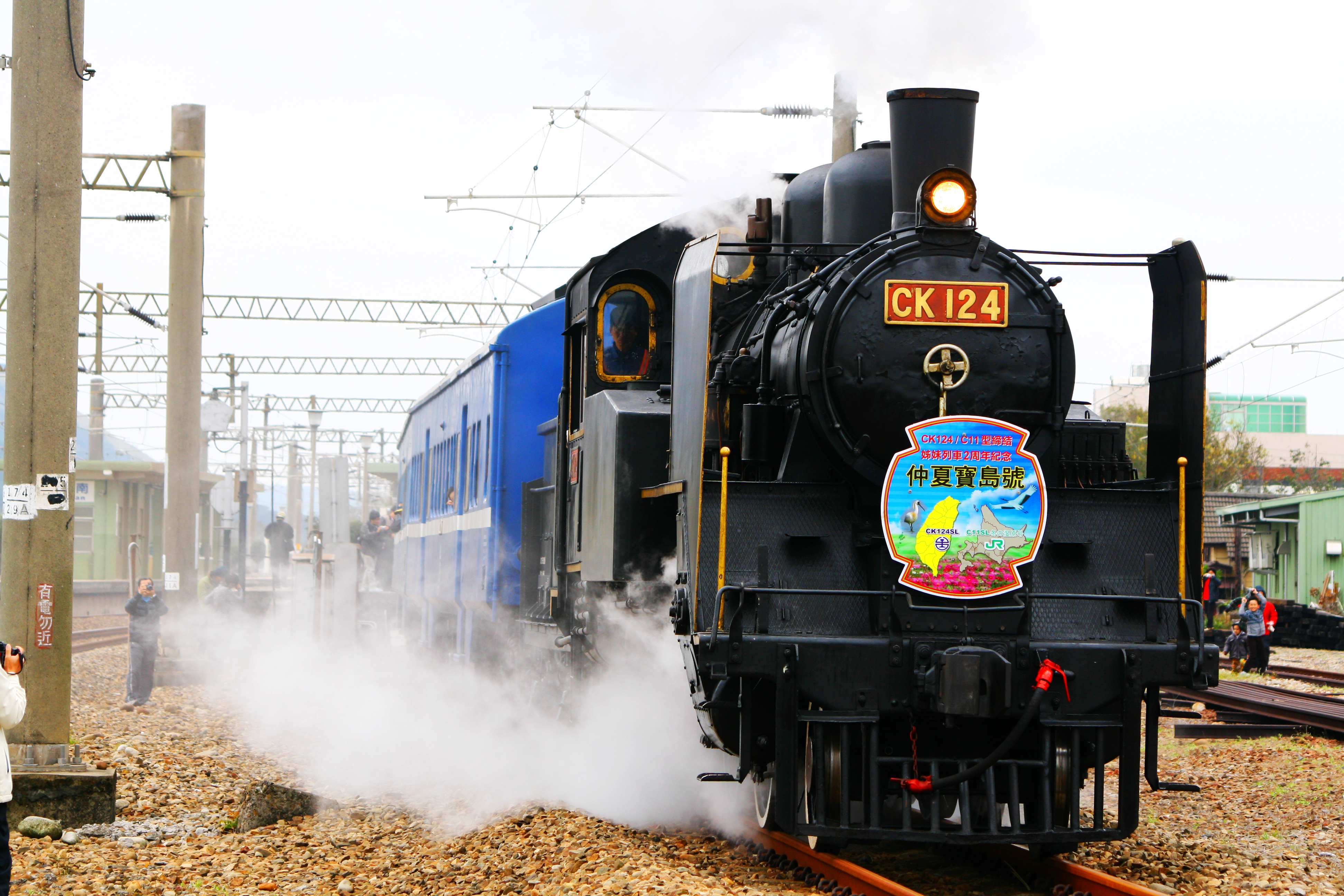
JR北海道との友好締結記念ヘッドマークを掲げるCK124牽引列車

### 姉妹駅
- 縦貫線 新竹駅
  - ニューヨーク市グランド・セントラル駅との間で共に100周年を迎えた2013年8月20日に締結[39]。
  - 東日本旅客鉄道（JR東日本）東京駅との間で2015年2月12日締結[40]。
- 縦貫線 台北駅 - 西日本旅客鉄道（JR西日本）大阪駅との間で2015年12月4日締結[41]。
- 内湾線 合興駅（「愛情駅」の別名で知られる） - 旧国鉄 幸福駅（廃駅）との間で2016年10月22日に姉妹駅協定を締結[42]
- 内湾線 内湾駅 - 若桜鉄道 若桜駅との間で2020年1月16日に締結[43]。
- 縦貫線 万華駅 - 近江鉄道 多賀大社前駅との間で2020年11月4日に締結[44]。
- 宜蘭線 礁渓駅 - 伊豆箱根鉄道 伊豆長岡駅との間で2020年11月4日に締結[44]。

日台同名駅同士によるもの
- 縦貫線 松山駅 - 四国旅客鉄道（JR四国）予讃線の松山駅との間で2013年10月13日締結[45]。
- 宜蘭線 亀山駅 - 山陽電気鉄道本線 亀山駅との間で2014年12月22日締結[46]。
- 台東線 関山駅 - えちごトキめき鉄道妙高はねうまライン 関山駅との間で2017年11月10日に締結[47][48]。
- 縦貫線 田中駅 - しなの鉄道線 田中駅との間で2018年3月26日に締結[49][50]。

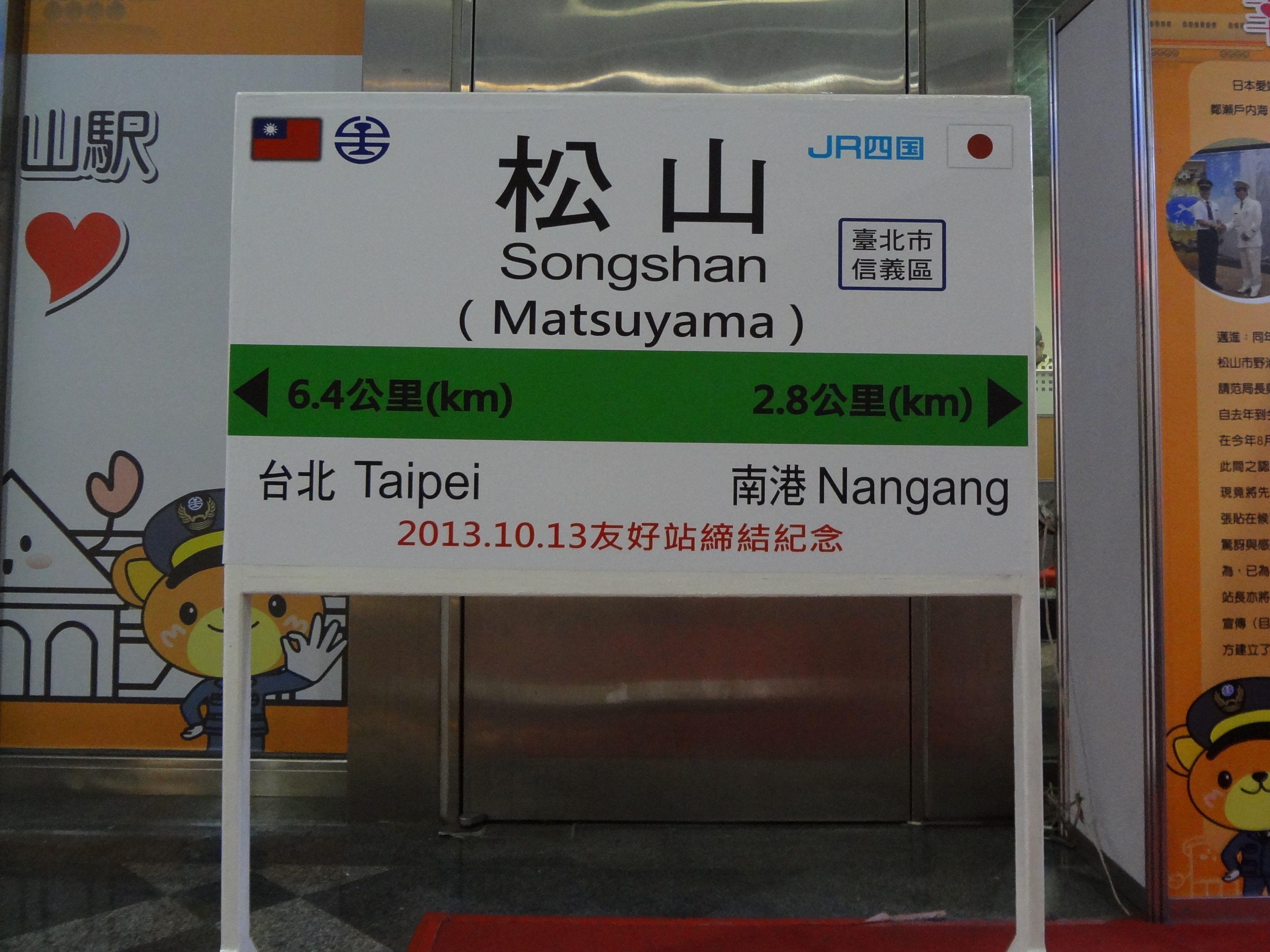
台鉄松山駅構内にあるJR松山駅との友好記念駅名標
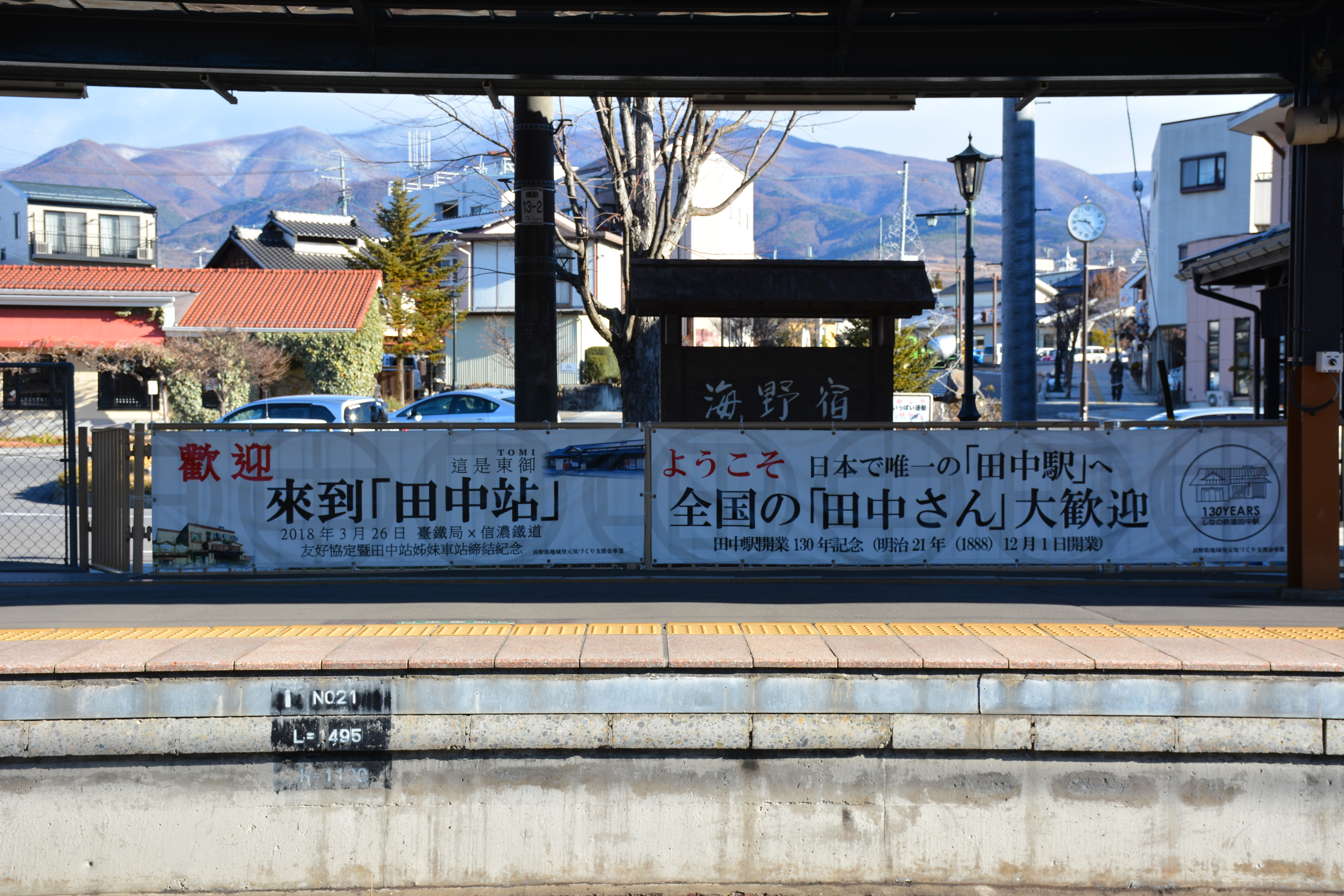
台湾の田中駅との友好締結を記したしなの鉄道の田中駅

### 姉妹路線
- 平渓線
  - 江ノ島電鉄との共同送客を行う観光連携協定を2013年4月23日締結[51]、その後2016年3月15日には友好鉄道協定を締結[52]。
  - 由利高原鉄道との間で2014年4月30日締結[53]。
  - 平成筑豊鉄道と締結を決定[54]、2018年5月19日締結[55]。
- 集集線
  - いすみ鉄道との間で2014年10月28日締結[56]。
  - 天竜浜名湖鉄道との間で2016年8月27日締結[57]
- 台中線 - IGRいわて銀河鉄道との間で2016年6月1日締結[58]
- 海岸線 - 三陸鉄道との間で2016年6月1日締結[58]
- 蘇澳線（宜蘭線末端部分の蘇澳新駅 - 蘇澳駅) - 銚子電気鉄道線との間で2017年4月1日締結式[59][60]。
- 屏東線・南迴線 - 肥薩おれんじ鉄道線との間で2019年6月23日に締結[61]。
- 縦貫線（台中駅 - 高雄駅） - 青い森鉄道線との間で2019年7月22日に締結[62]。

### 事業者
- 山陽電気鉄道 - 2014年12月22日締結[46][63][64]。
- 京浜急行電鉄 - 2015年2月26日締結[65]。
- 西武ホールディングス・西武鉄道 - 2015年3月14日に包括的事業連携に関する友好協定締結[66]。
- 東武鉄道 - 2015年12月18日に友好鉄道協定を締結[67]。
- 四国旅客鉄道 - 上述の松山駅同士の姉妹友好駅締結を昇格させ、2016年2月25日に友好鉄道協定を締結[68]
- 近畿日本鉄道（近鉄グループホールディングス） - 2017年7月6日に友好鉄道協定を締結[69][70]。
- しなの鉄道 - 2018年3月26日に友好協定を締結[49][50]。
- 一畑電車 - 2019年4月16日に友好協定を締結[71]。

### 他
- 南海電気鉄道 - 交通部観光局も協力し、台湾からの訪日旅行促進のために『ラピートブルー』を纏った電気機関車2両を2019年1月から約半年間運行[72][73][74]
- 豊後森機関庫（登録有形文化財、大分県玖珠町） - 2019年12月6日に彰化扇形庫（国定古蹟、彰化県彰化市）と姉妹提携を締結[75]。

### ギャラリー

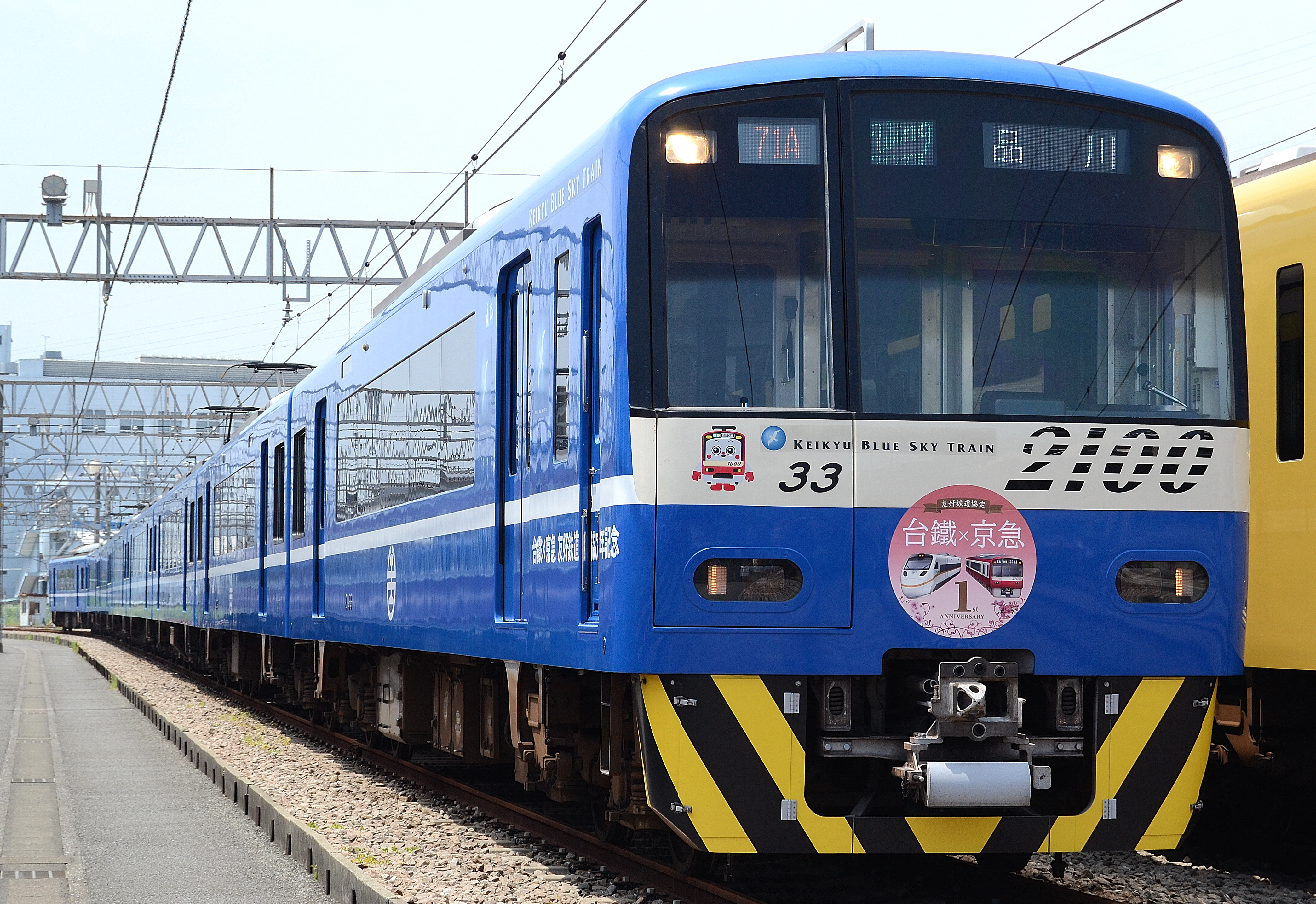
京急2100形電車ブルースカイトレインの台鉄普快車ラッピング仕様
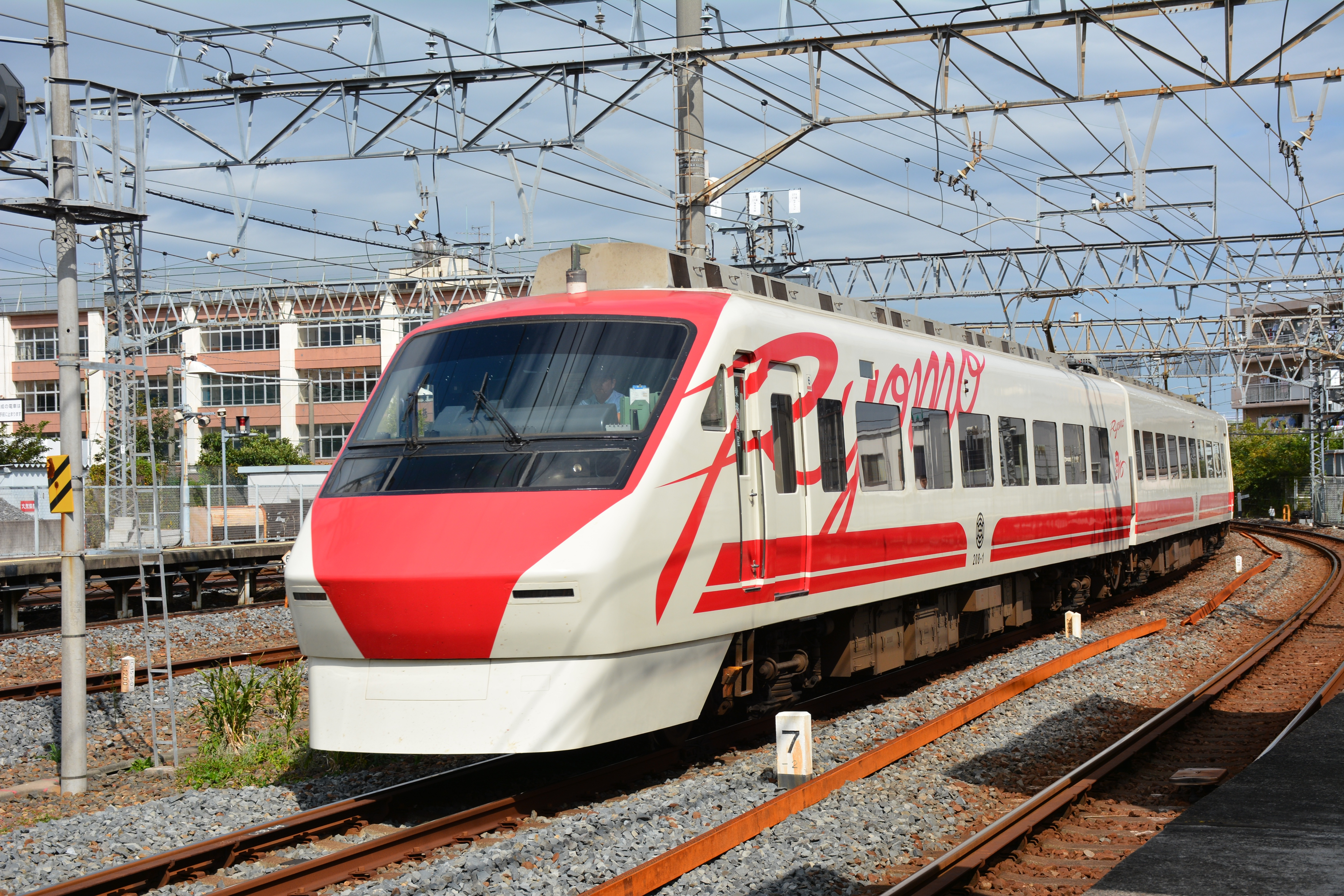
東武200系電車の台鉄普悠瑪(プユマ)号塗装車
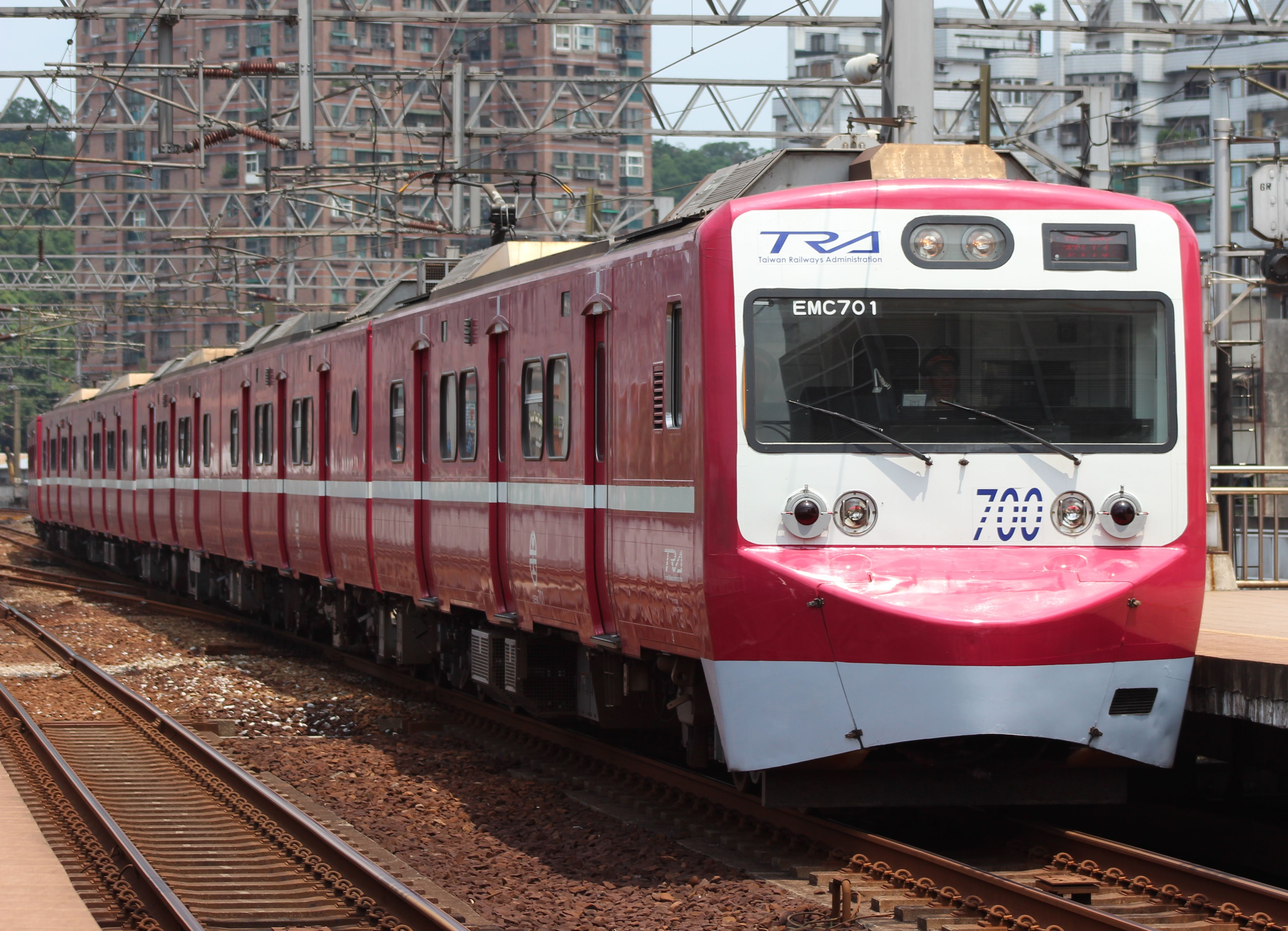
台鉄EMU700型電車京急ラッピング仕様区間車
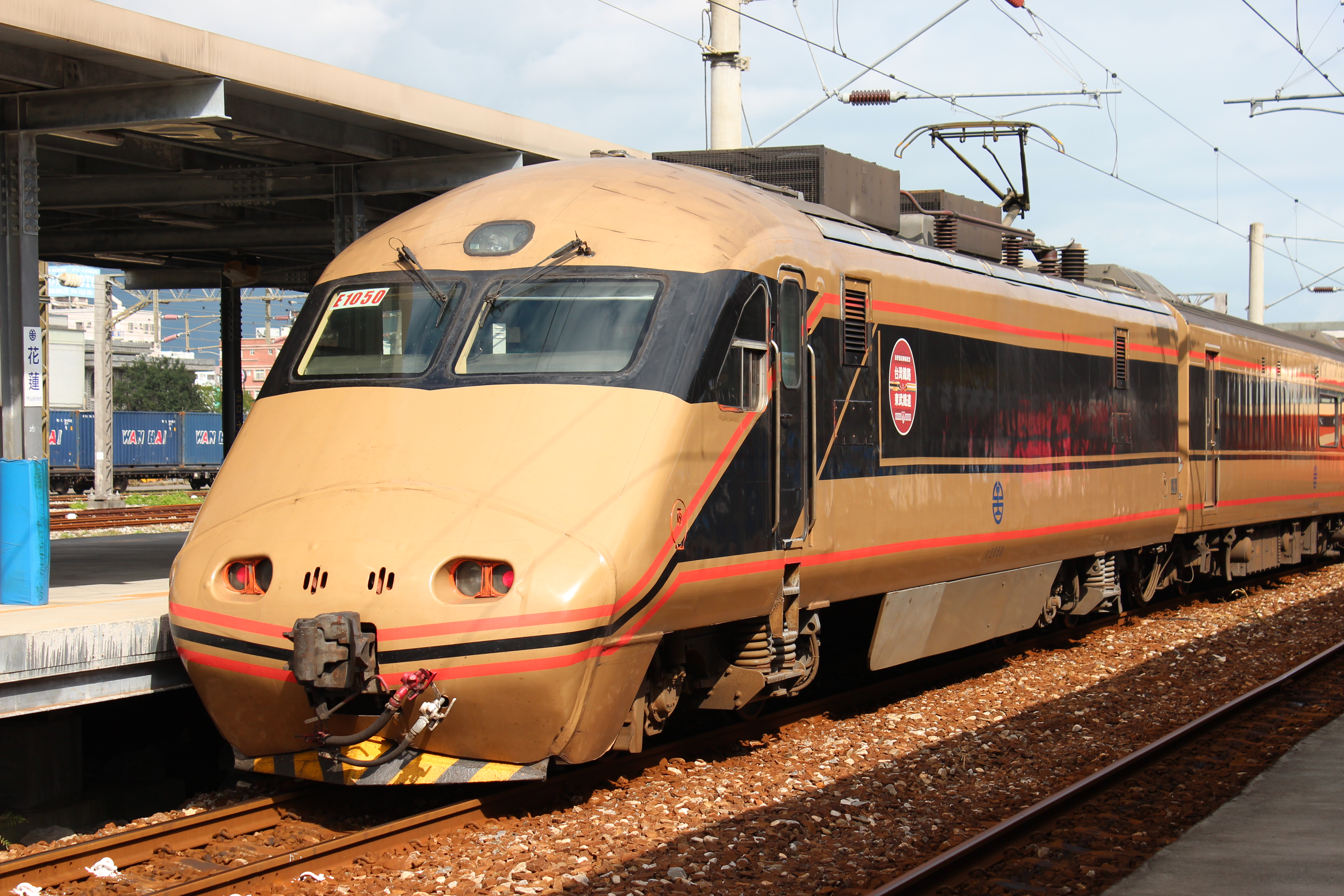
台湾鉄路管理局E1000型電車東武スペーシア日光詣ラッピング仕様車（「黄金自強号」）
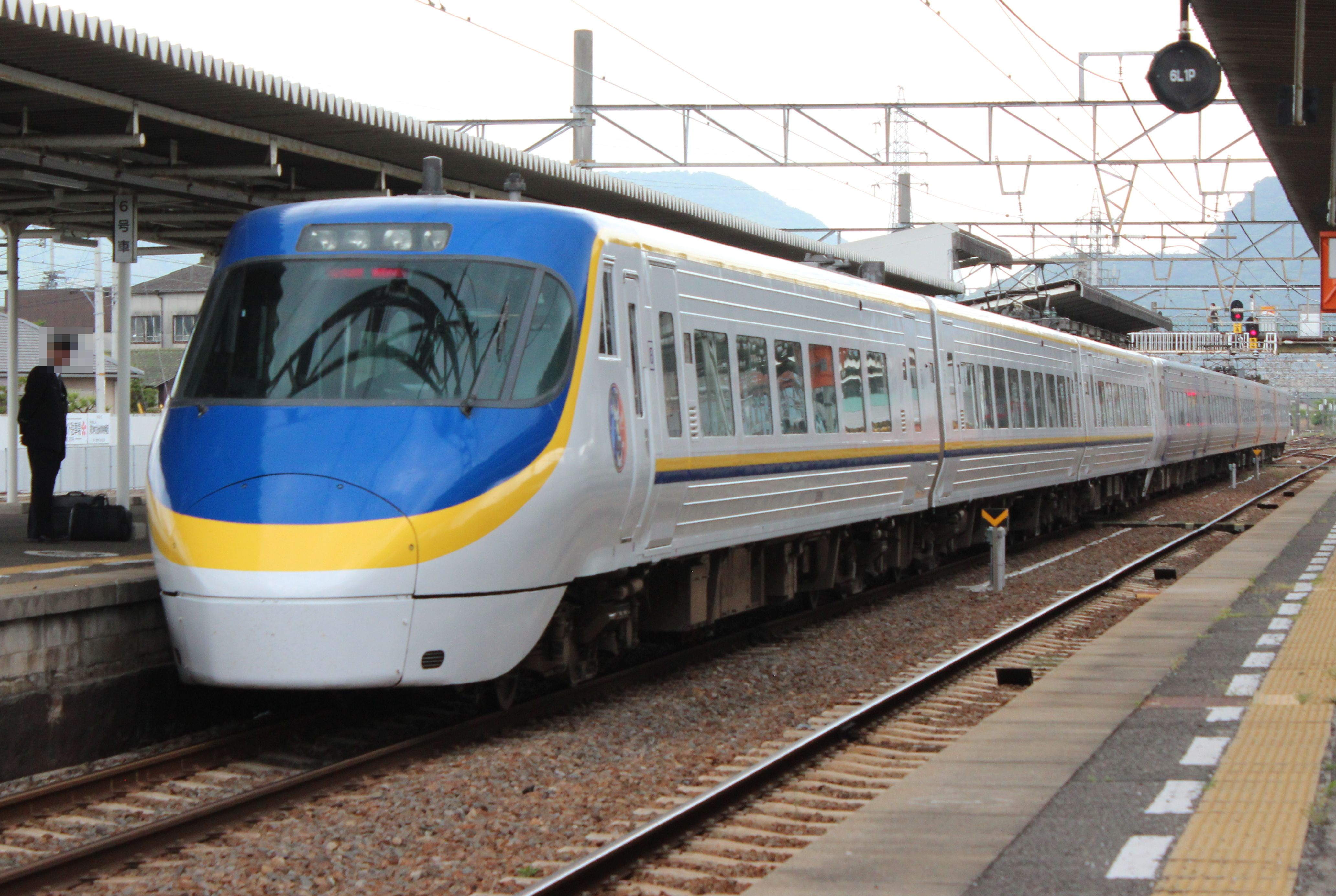
JR四国8000系電車の台鉄EMU800型区間車ラッピング仕様
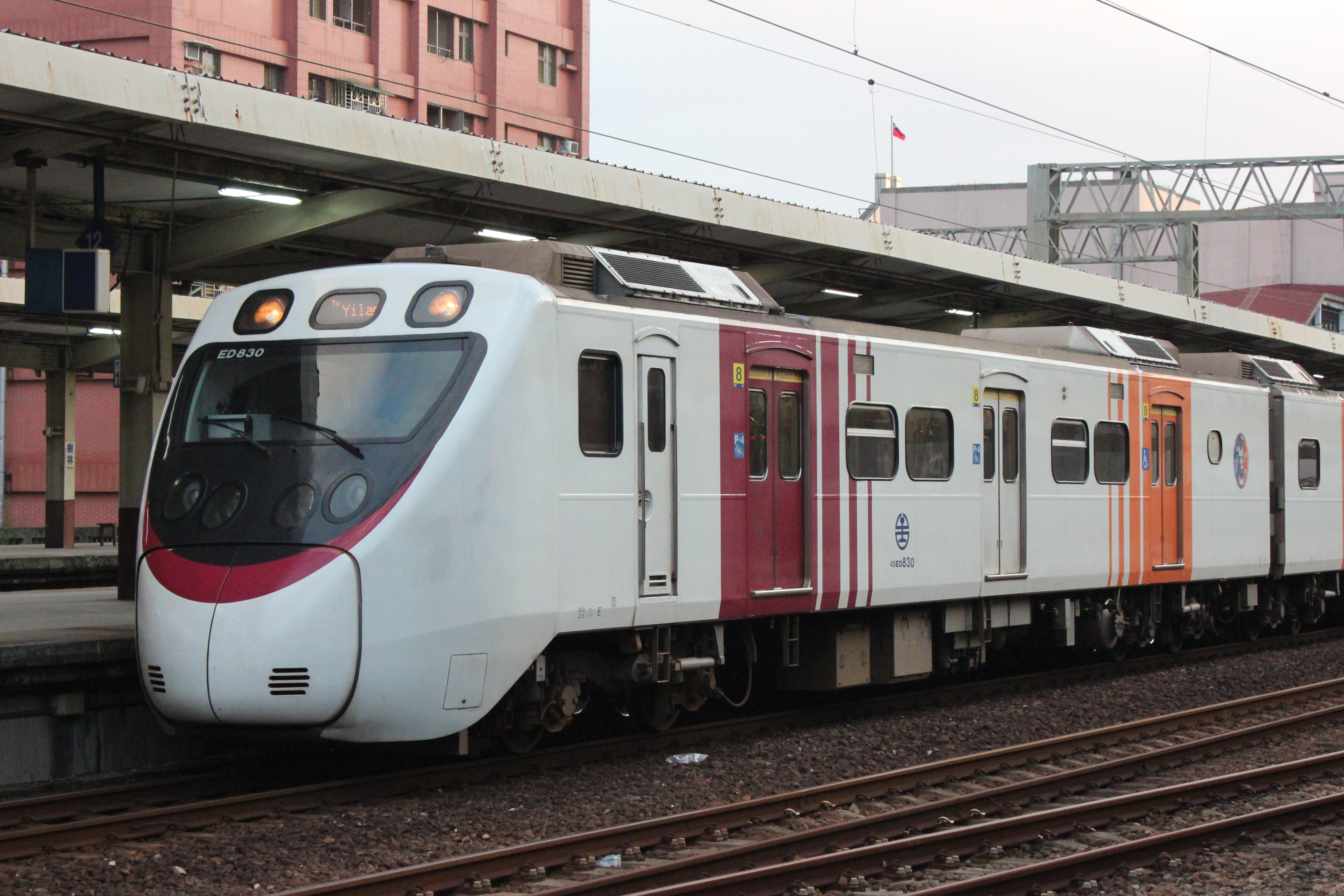
EMU800型のJR四国8000系ラッピング仕様車
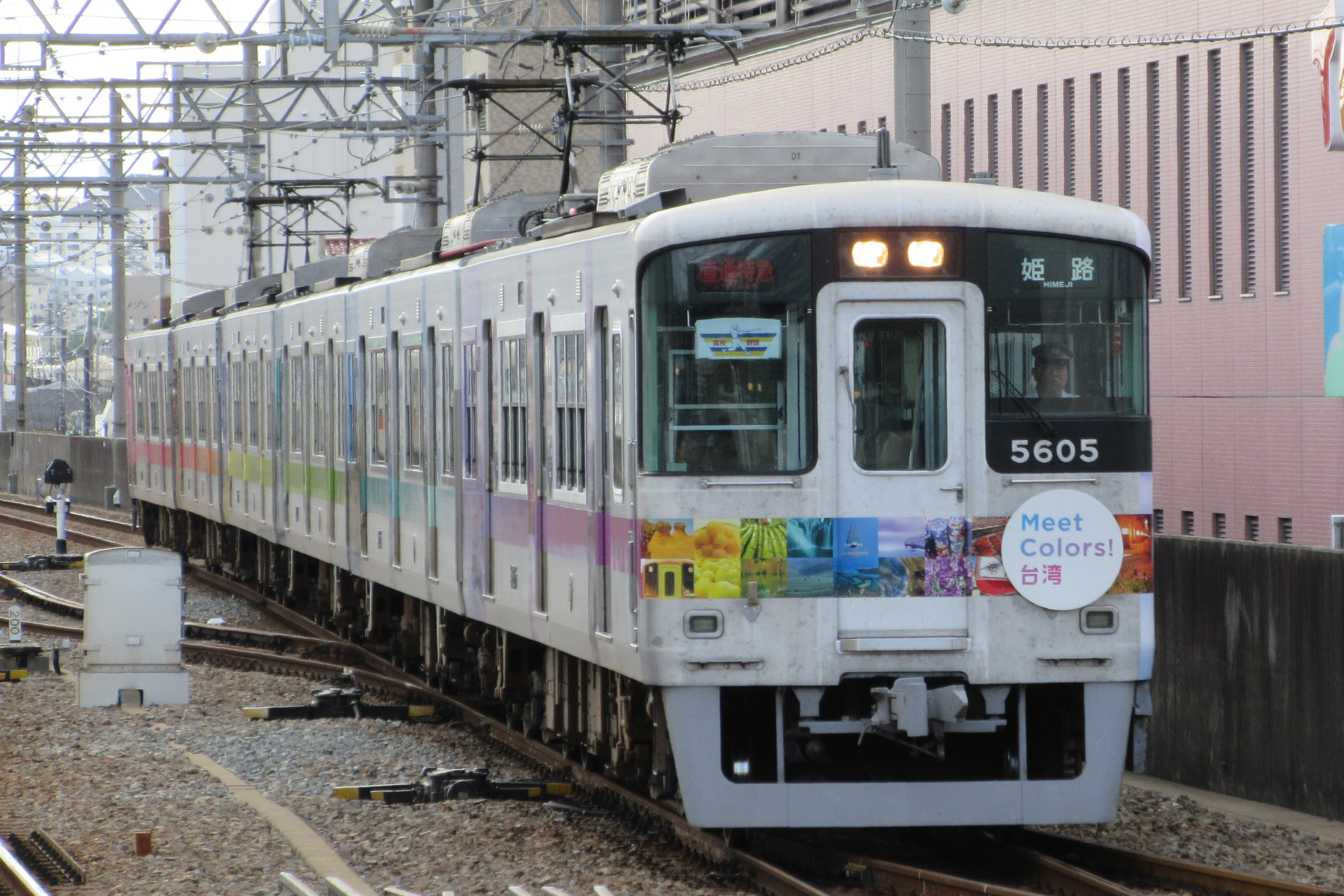
山陽電気鉄道5000系電車Meet Colors! 台湾号
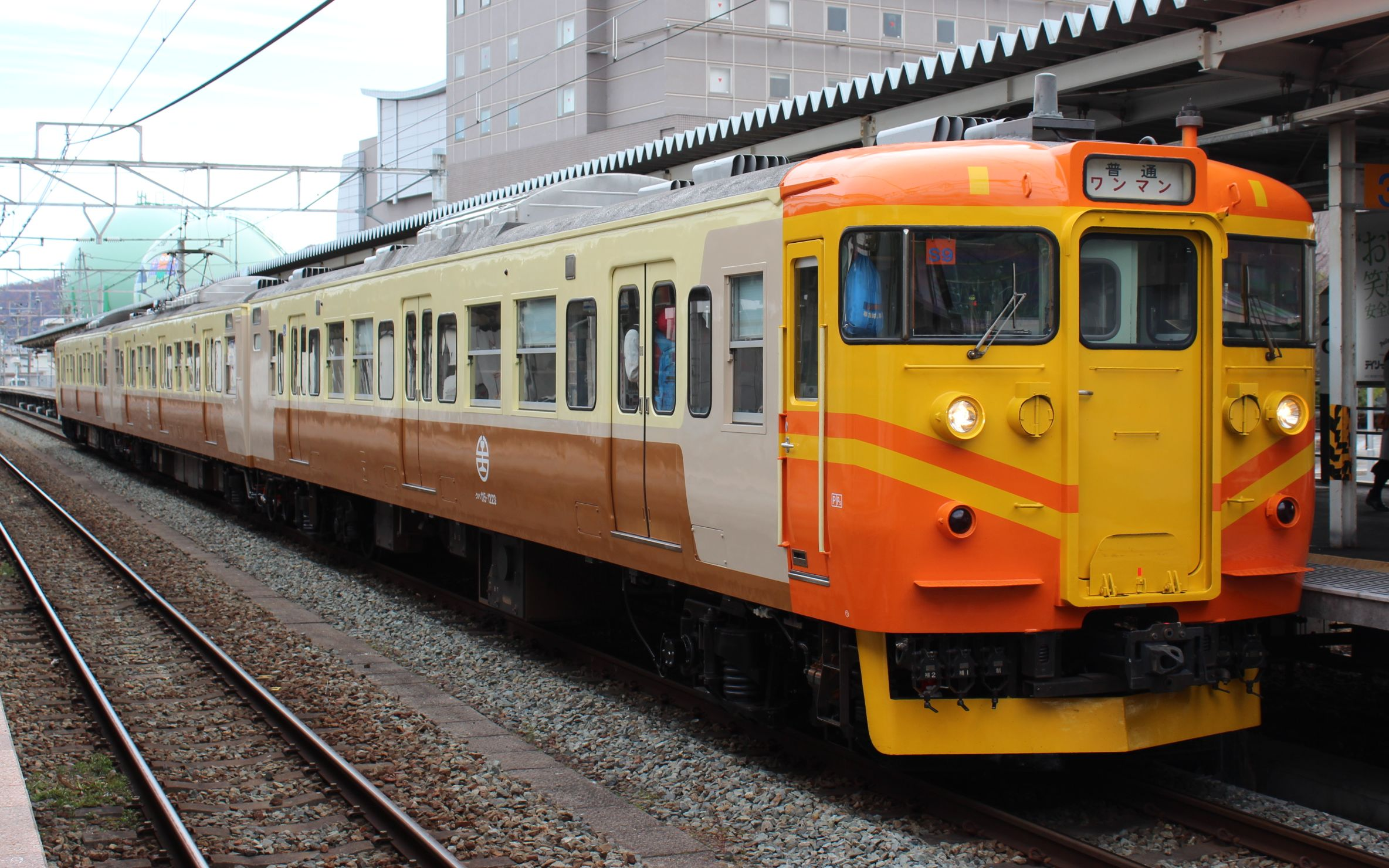
しなの鉄道115系電車の台鉄EMU100型塗装車
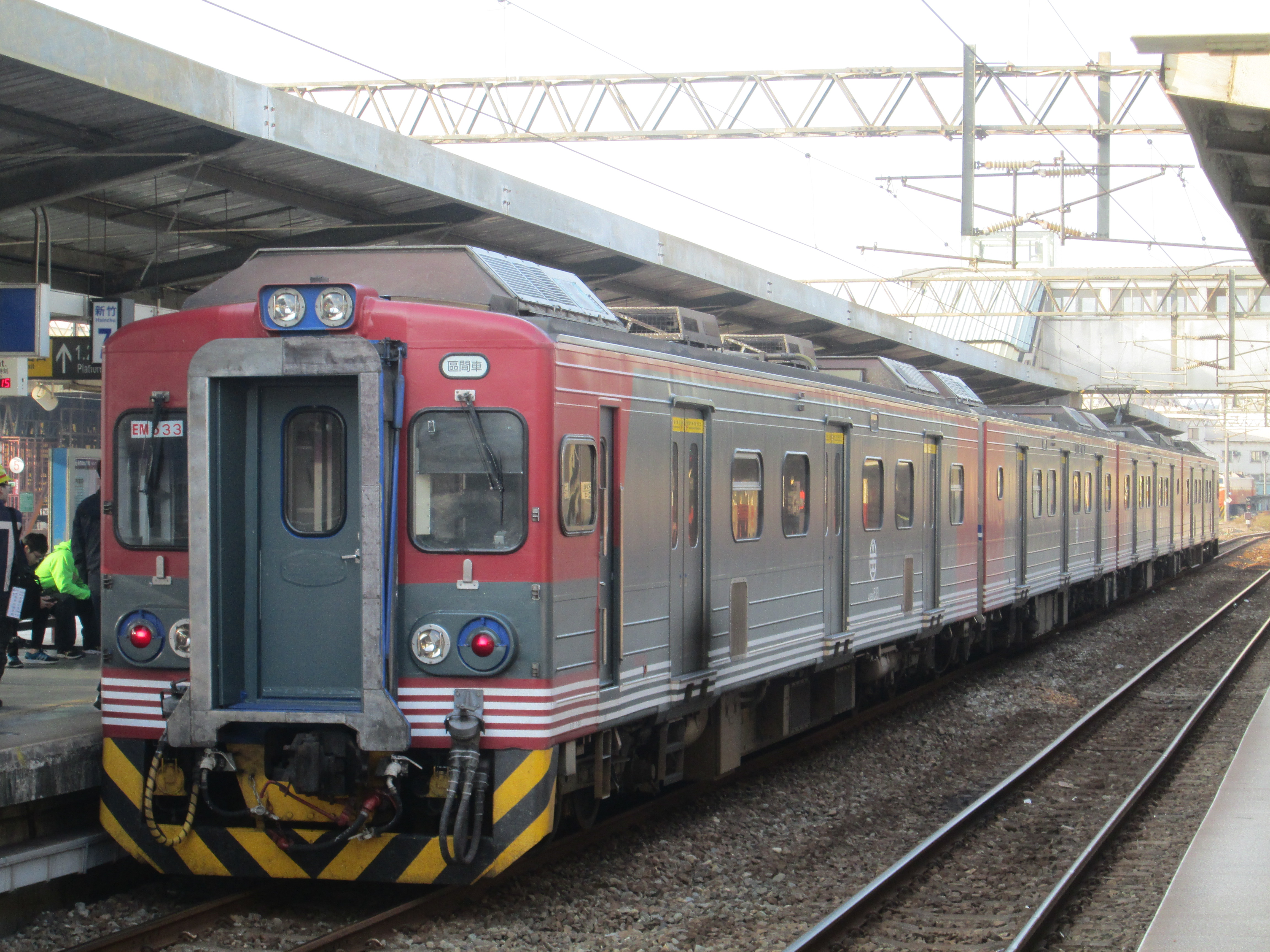
EMU500型のしなの鉄道ラッピング仕様
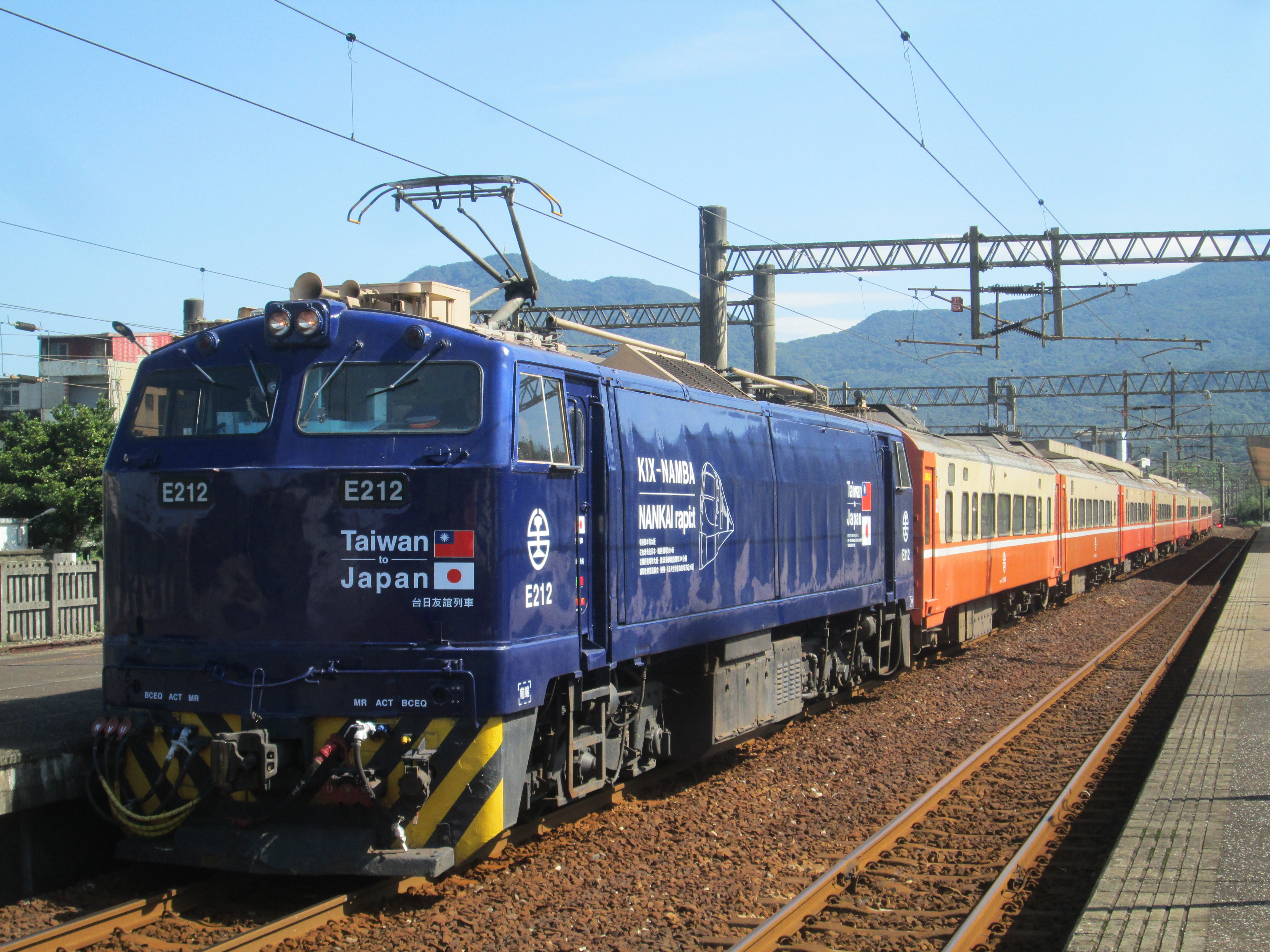
E200型電気機関車E212号機のラピート仕様塗装。
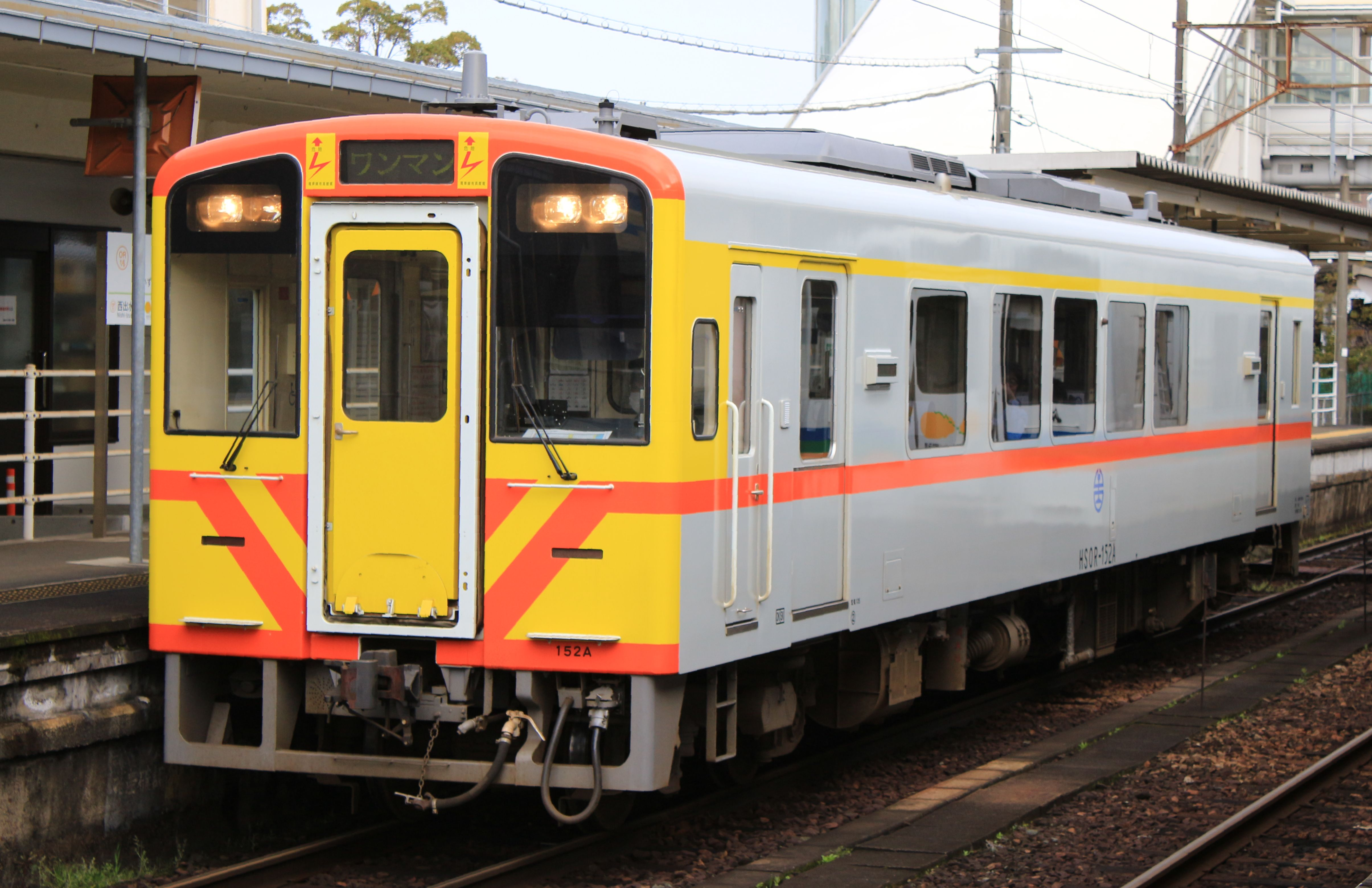
肥薩おれんじ鉄道HSOR-150形の台鉄ディーゼル自強号ラッピング仕様

## 技術協力
- ドイツ鉄道（DB InternationalとDB Systemtechnik、2015年 - ）[76]
- 鉄道総合技術研究所（2016年）[77][78]

## 関連事業
- 台鉄弁当
- 公式店舗の運営、各種グッズの企画・販売（「台鉄本舗（台鐵本舗）」や「台湾鉄道故事館（台灣鐵道故事館）」は民間経営）
  - 台鉄夢工場（中文：臺鐵夢工場）

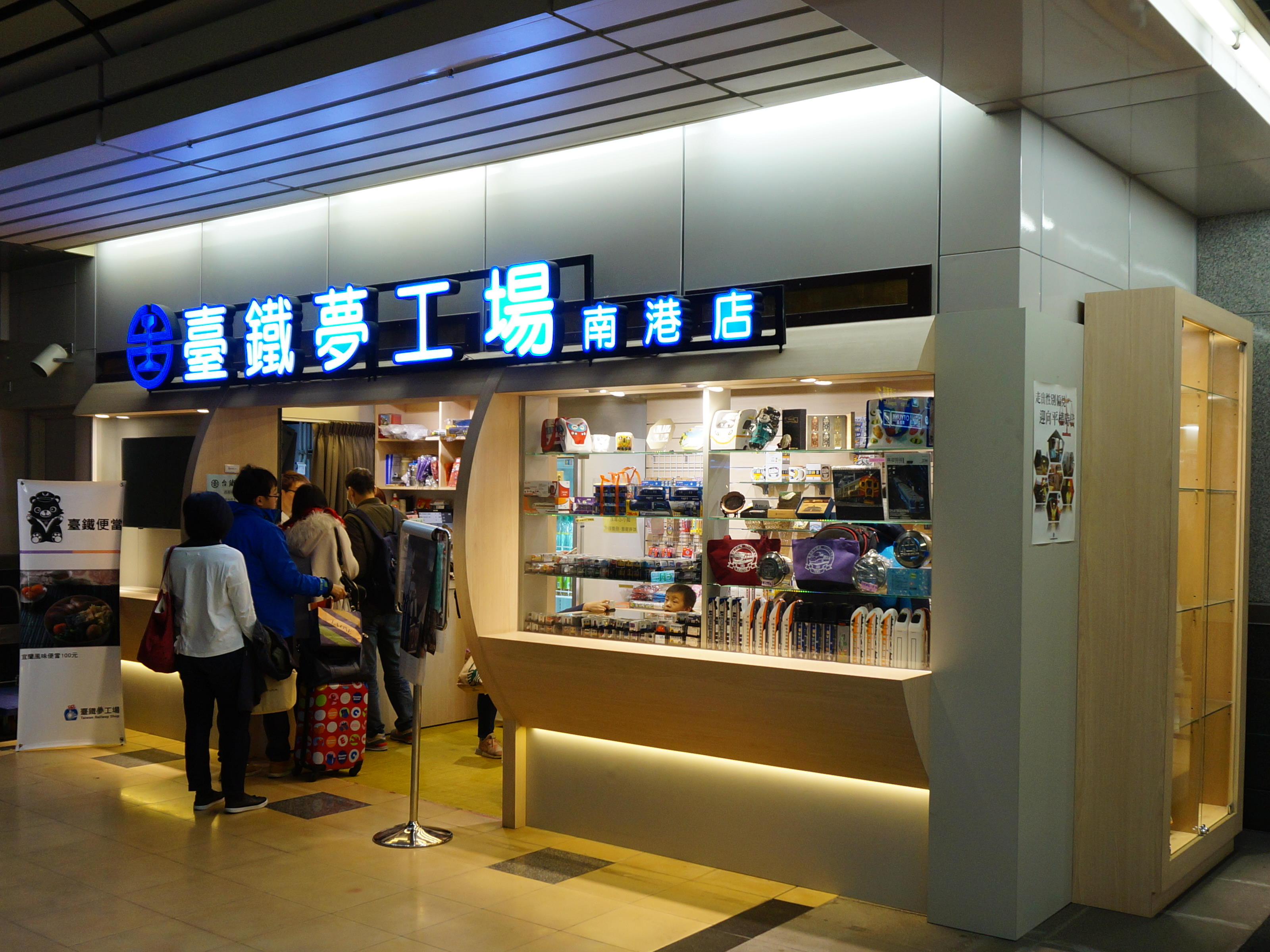
台鉄夢工場（南港駅）
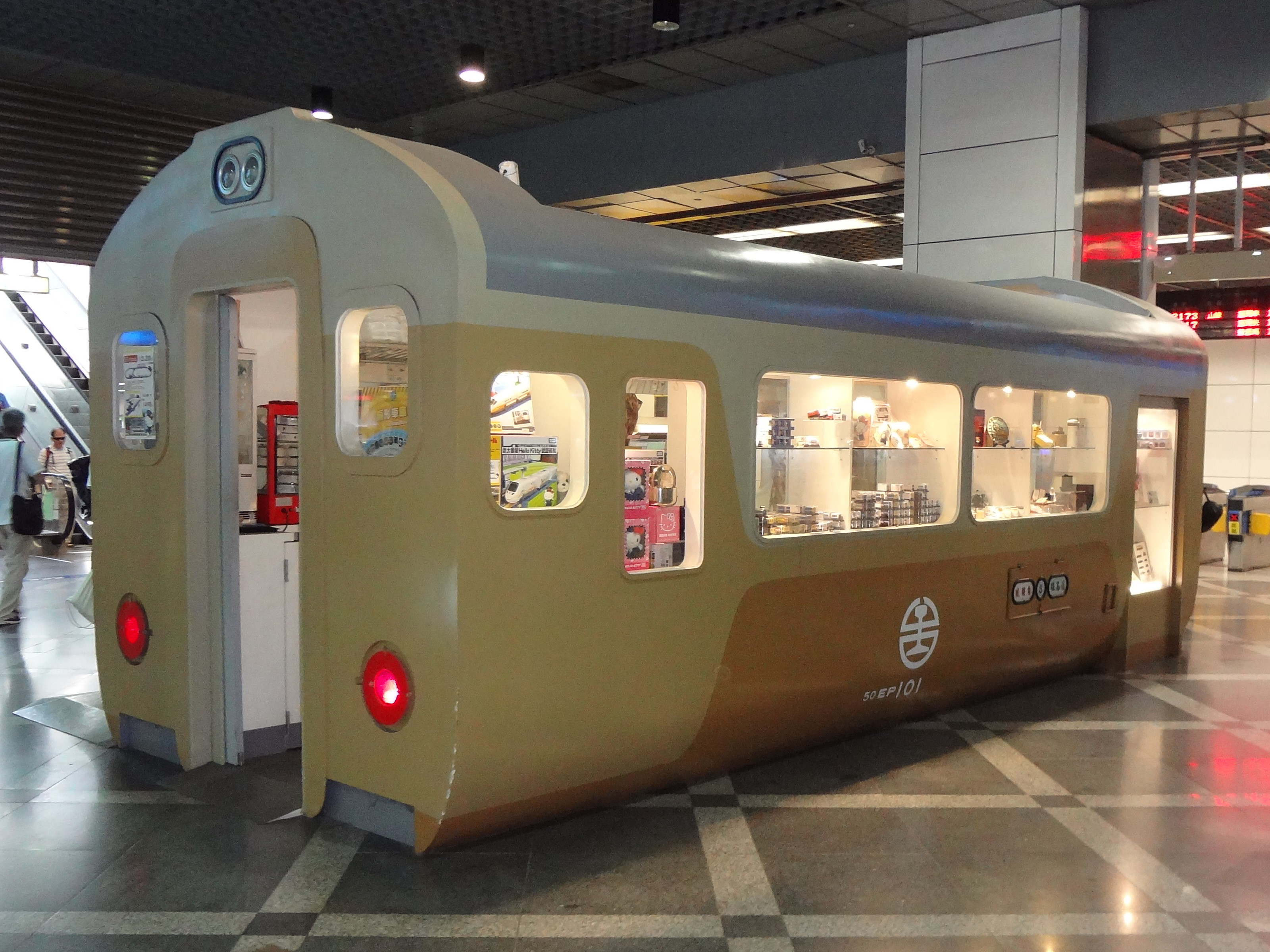
EMU100型モックアップの台鉄夢工場店舗（松山駅）
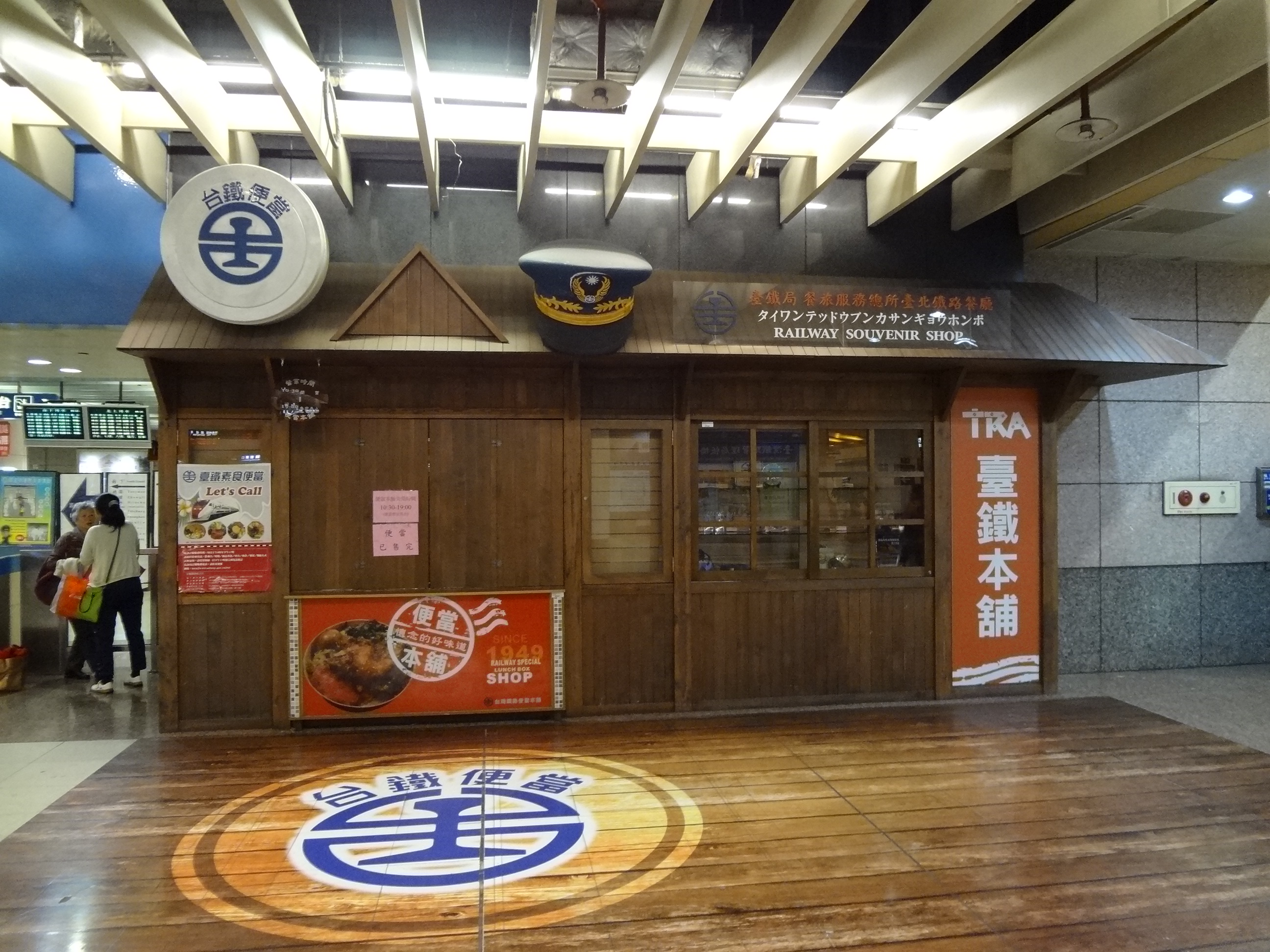
板橋駅の台鉄本舗に併設の台鉄弁当本舗
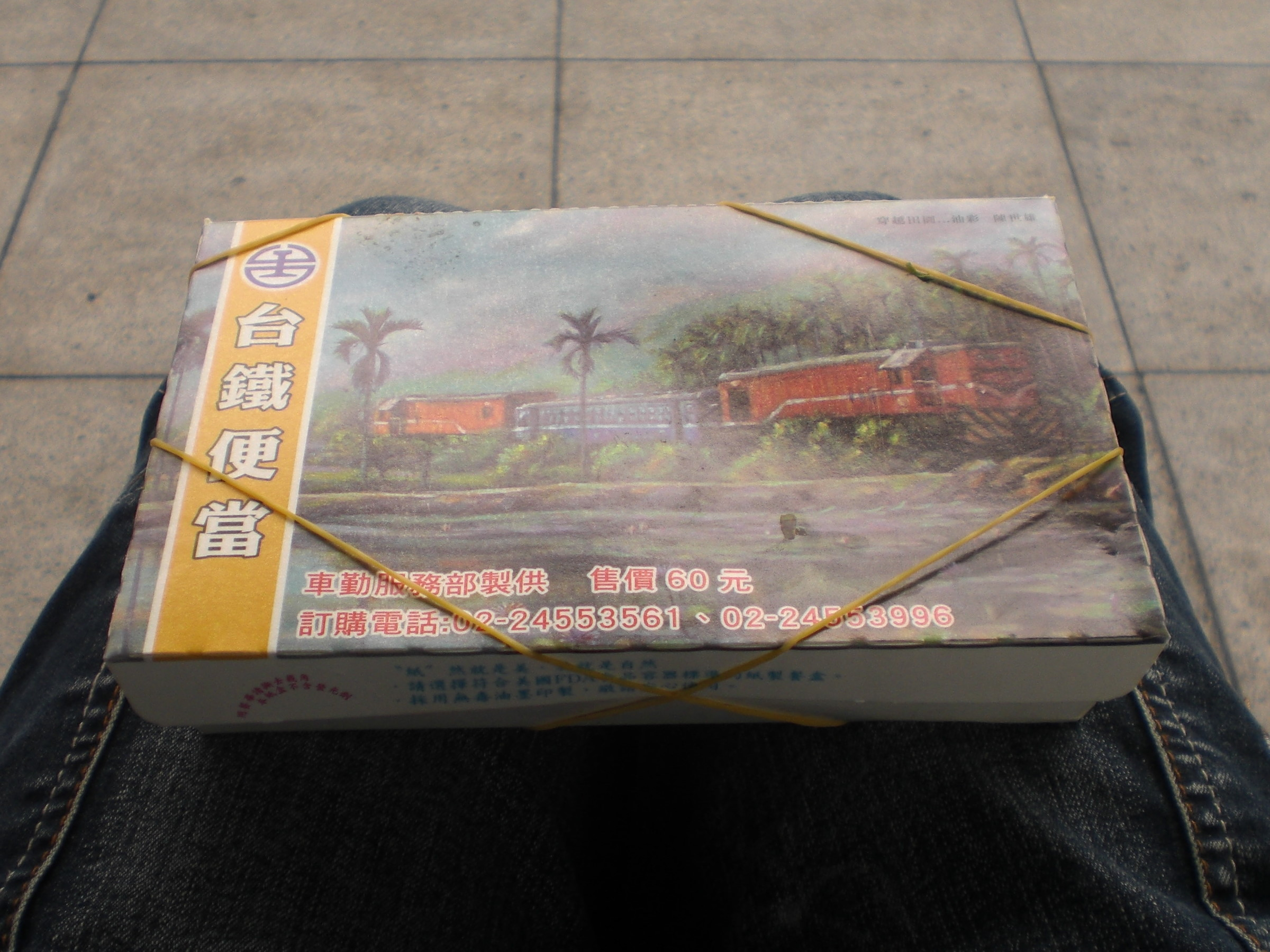
台鉄弁当

## 関連商品
- タカラトミー・プラレールシリーズ - 台湾国内で太魯閣号・普悠瑪号のセット商品が販売されている。
- 鉄道模型 - 現地メーカーの鉄支路模型などから当局你のNゲージ車両が製品化されている。

## 舞台となった作品
- 向前走（中国語版） - 1990年に発売された台湾のシンガーソングライター林強の曲および収録アルバムのタイトル。駅構内でPVの撮影が行われた。（林強 Lin Chung(Lim Giong)【向前走 Marching forward】Official Music Video - YouTube）
- 火車情人（中国語版） - 2016年6月クールより華視主チャンネルで放送された、当局従業員役の主人公をめぐる全30話の恋愛ドラマ。（火車情人HD-華視戲劇頻道 - YouTube）
- 海を渡った愛と殺意 - 西村京太郎によるトラベルミステリー。自強号が登場する。
  - 1997年10月31日号 - 11月28日号 - 週刊小説上で連載。
  - 同年末 - TBS十津川警部シリーズにて上記作品を原作としたドラマが放送された。
  - 1998年1月 - 講談社ノベルスより単行本化。（ISBN 9784408503219）
  - 2000年7月 - 祥伝社文庫より文庫化（ISBN 9784396327767）
- 鉄道発見伝 鉄兄ちゃん藤田大介アナが行く!第50話「台湾特別編」 - CS放送「日テレプラス」（日本テレビ系列企業「CS日本」運営）の鉄道番組。2017年12月に2時間SPとして放送。番組初の海外編としてオール台湾ロケを敢行[79]。2023年現在もアンコール放送が行われており、この第50話は前後編の2回に分けて放送されている。

## 縁起切符
- 永康-保安「永保安康」区間車硬券(台南)[80]
- 追分-成功(受験)[81][82]、苑裡-成功(願你成功)、后里-成功(乎你成功)、大肚-成功(求孕)、成功-歸來(兵役,出張)[83]
- 榮華─富貴 榮華富貴(內灣線)
- 吉安─壽豐 吉祥長壽(花東線)
- 多良─金崙 招財進寶、遇好良人(台東)
- 加祿-東海 (昇進)加官晉祿、福如東海(南迴線)[84]